# School of Oriental and African Studies
La School of Oriental and African Studies (École des études orientales et africaines), souvent appelée simplement par son acronyme SOAS, est une école constituante de l'université de Londres spécialisée dans les arts, humanités, langues, cultures, droit et sciences sociales en relation avec l'Asie, l'Afrique et le Proche-Orient. Son équivalent en France est l'INALCO[réf. nécessaire] et, dans une moindre mesure, Sciences Po Paris. La SOAS propose environ trois cents variations de Bachelor (licences) et plus de soixante-dix cours de master. Les doctorats sont aussi proposés dans toutes les facultés de l'établissement. Située au cœur de Londres, la SOAS est souvent présentée comme « le meilleur centre de recherche au monde concernant les matières en relation avec l'Asie, l'Afrique et le Moyen-Orient ».

## Historique
L'institution a été fondée en 1916 sous le nom de School of Oriental Studies (École des études orientales) au 2 Finsbury Circus, Londres, Angleterre. L'école reçut sa Charte royale le 5 juin 1916, et admit ses premiers bacheliers le 18 janvier. Elle fut formellement inaugurée en présence du roi George V, de marquis Curzon de Kedleston et d'autres membres du gouvernement le 23 février 1917. Le mot « Afrique » fut ajouté au nom de l'école en 1938 et le campus déplacé à son emplacement actuel, sur Thornhaugh Street, entre Malet Street et Russell Square.
Au milieu des années 1930, l'école fut déplacée à Vandon House. Elle y resta plus longtemps que prévu étant donné la reconstruction des bâtiments touchés durant le blitzkrieg de septembre 1940. L'école fut alors, sur ordre du gouvernement, évacuée à Cambridge et retourna à Londres en juillet 1940. La majorité des « collèges » de l'université de Londres furent évacués de Londres en 1939 et relocalisés dans les locaux des universités de province. La SOAS fut transférée, sans sa bibliothèque, au Christ's College de Cambridge. L'école trouva refuge pour quelques mois en 1940-1941 dans onze salles sur Broadway Court, 8 Broadway.
La vocation première de l'école était la formation des futurs administrateurs et cadres britanniques destinés à officier au sein de l'empire. Depuis l'école est devenue un centre d'enseignement et de recherches spécialisé sur l'Asie, l'Afrique et le Proche-Orient. Partie constituante de l'université de Londres, la SOAS propose de nombreuses disciplines dont le droit, les sciences sociales, les humanités, les études culturelles et les langues.
L'école a considérablement grandi en trente ans, passant de 1 000 étudiants en 1970 à plus de 4 500 , en 2018 dont environ la moitié étudient en master. La SOAS est souvent considérée en Angleterre comme l'équivalent de ses partenaires de longue date : en France de l’Institut national des langues et civilisations orientales (INALCO) ou de l’Institut d'études politiques de Paris (Sciences Po Paris) et en Italie de l'Université Ca' Foscari de Venise,,,.
En janvier 2017, des associations étudiantes exigent que des philosophes comme Platon et Kant soient retirés du programme parce qu'ils sont blancs. Le syndicat étudiant a déclaré que cette demande faisait partie d'une campagne plus large visant à « décoloniser » l'université, dans la mesure où il cherche à « s'attaquer à l'héritage structurel et épistémologique du colonialisme ».

## Gouvernance

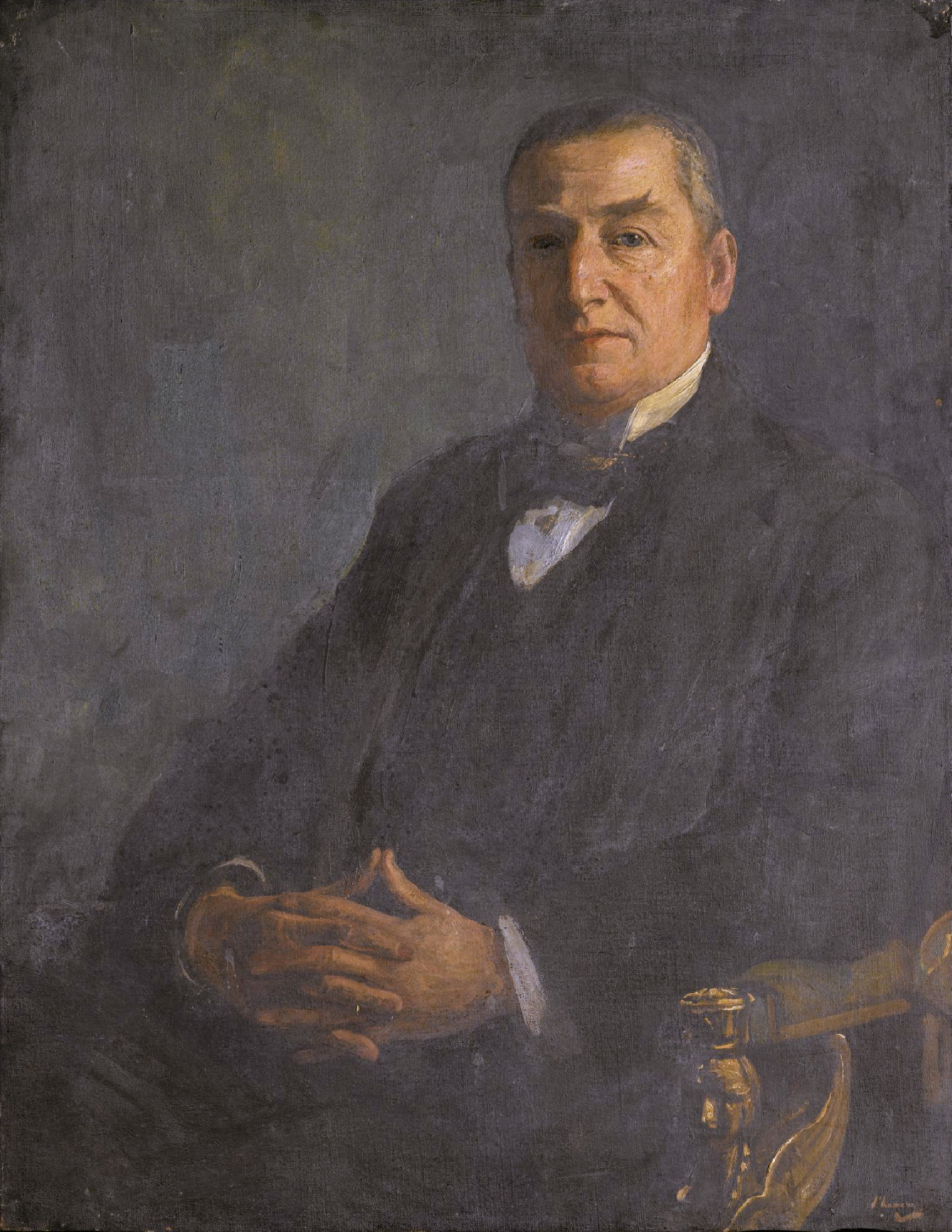
Edward Denison Ross par John Lavery.

Depuis sa fondation, l'école a eu neuf directeurs. Le directeur inaugural était le célèbre linguiste Sir Edward Denison Ross et sous la direction de Sir Cyril Philips (en), l'école a connu une croissance et une modernisation considérables. Sous Colin Bundy (en) dans les années 2000, l'école est devenue l'une des universités les mieux classées au niveau national et international. L'ancienne directrice Valerie Amos sera remplacée par le professeur Adam Habib (en) en janvier 2021.
| Nomination | Président(e)            | Nomination | Président(e)           |
| ---------- | ----------------------- | ---------- | ---------------------- |
| 1916       | Sir Edward Denison Ross | 1996       | Sir Tim Lankester (en) |
| 1937       | Sir Ralph Lilley Turner | 2001       | Colin Bundy (en)       |
| 1956       | Sir Cyril Philips (en)  | 2006       | Paul Webley (en)       |
| 1976       | Sir Jeremy Cowan        | 2015       | Baroness Valerie Amos  |
| 1989       | Sir Michael McWilliam   | 2021       | Adam Habib (en)        |

## Bâtiments
La SOAS fut séparée en deux campus, l'un situé à Islington et l'autre à côté de Russel Square. En 2017, le campus d'Islington ferma puis fut incorporé dans le campus de Russel Square. L’école possède aussi deux musées : le Percival David Foundation of Chinese Art, l’une des collections de porcelaines chinoises les plus complètes d’Europe, et la Brunei Gallery, achevée en 1995, qui propose des expositions temporaires sur les religions et autres disciplines étudiées à la SOAS. L’actuel bâtiment de la bibliothèque (par Sir Denys Lasdun) fut ajouté en 1973, la Brunei Gallery en 1995, et l’extension de la bibliothèque ouvrit en 2004 (la seconde phase de l’expansion débutant en 2006).

### Campus de Russell Square

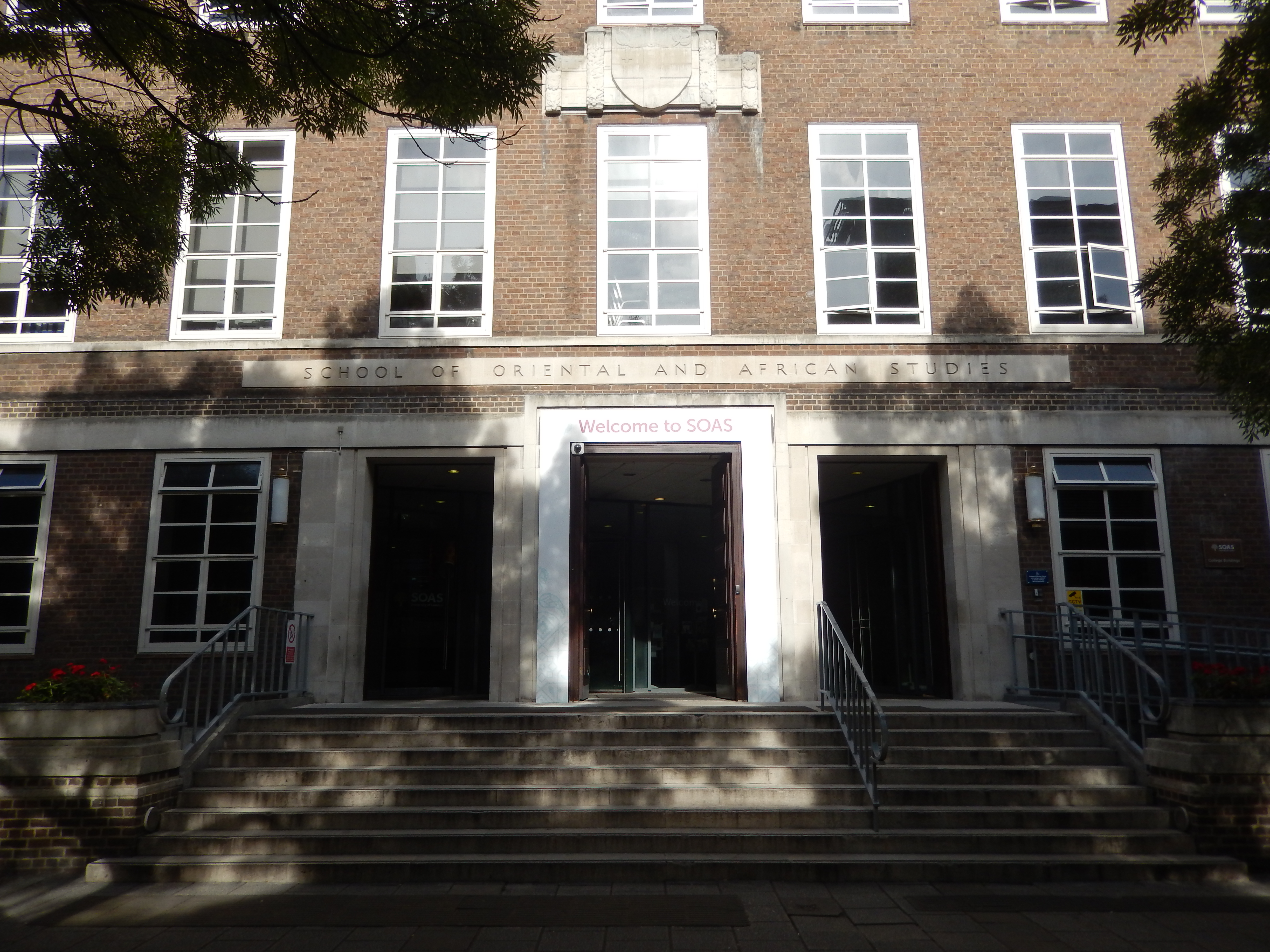
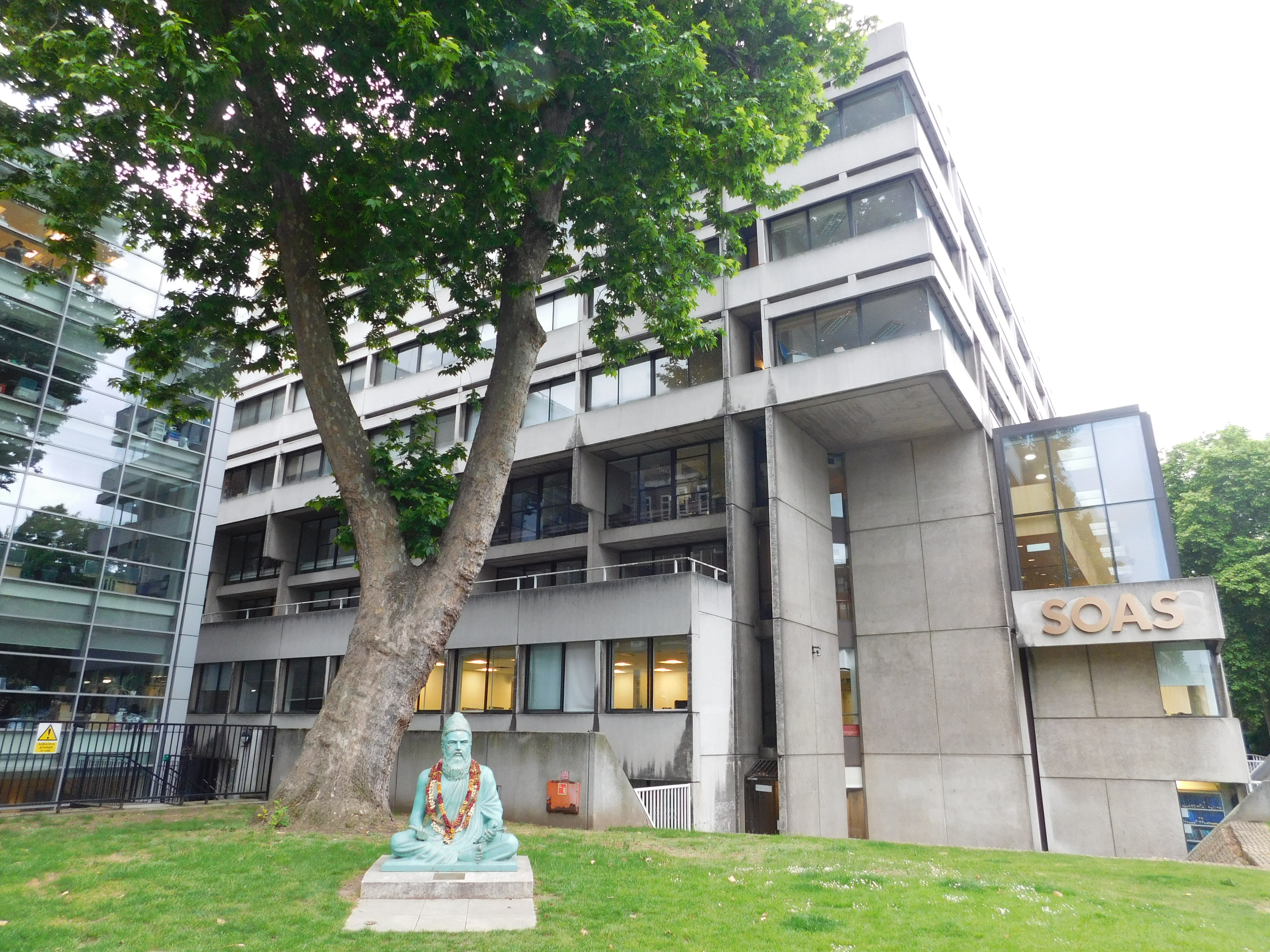
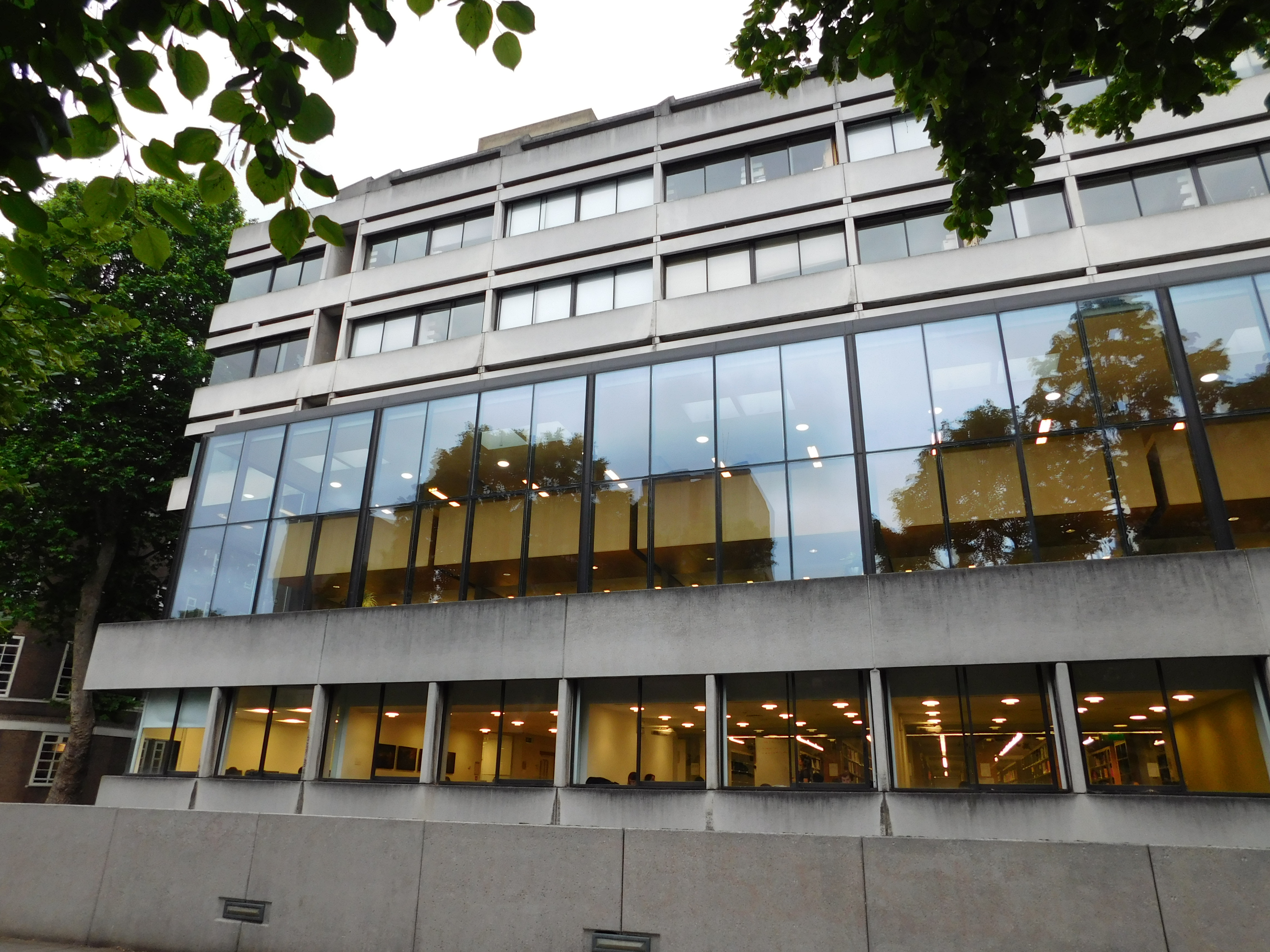
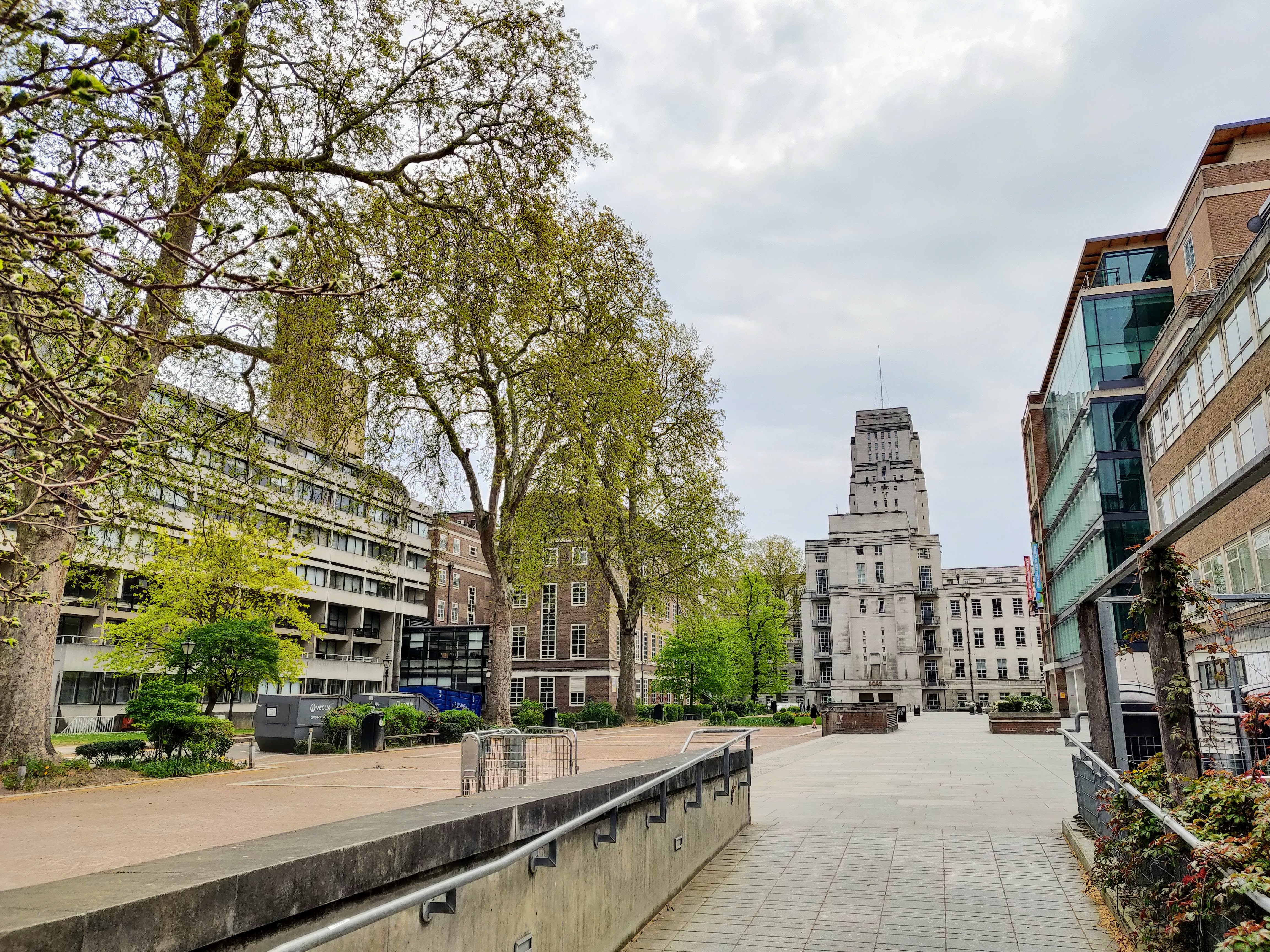
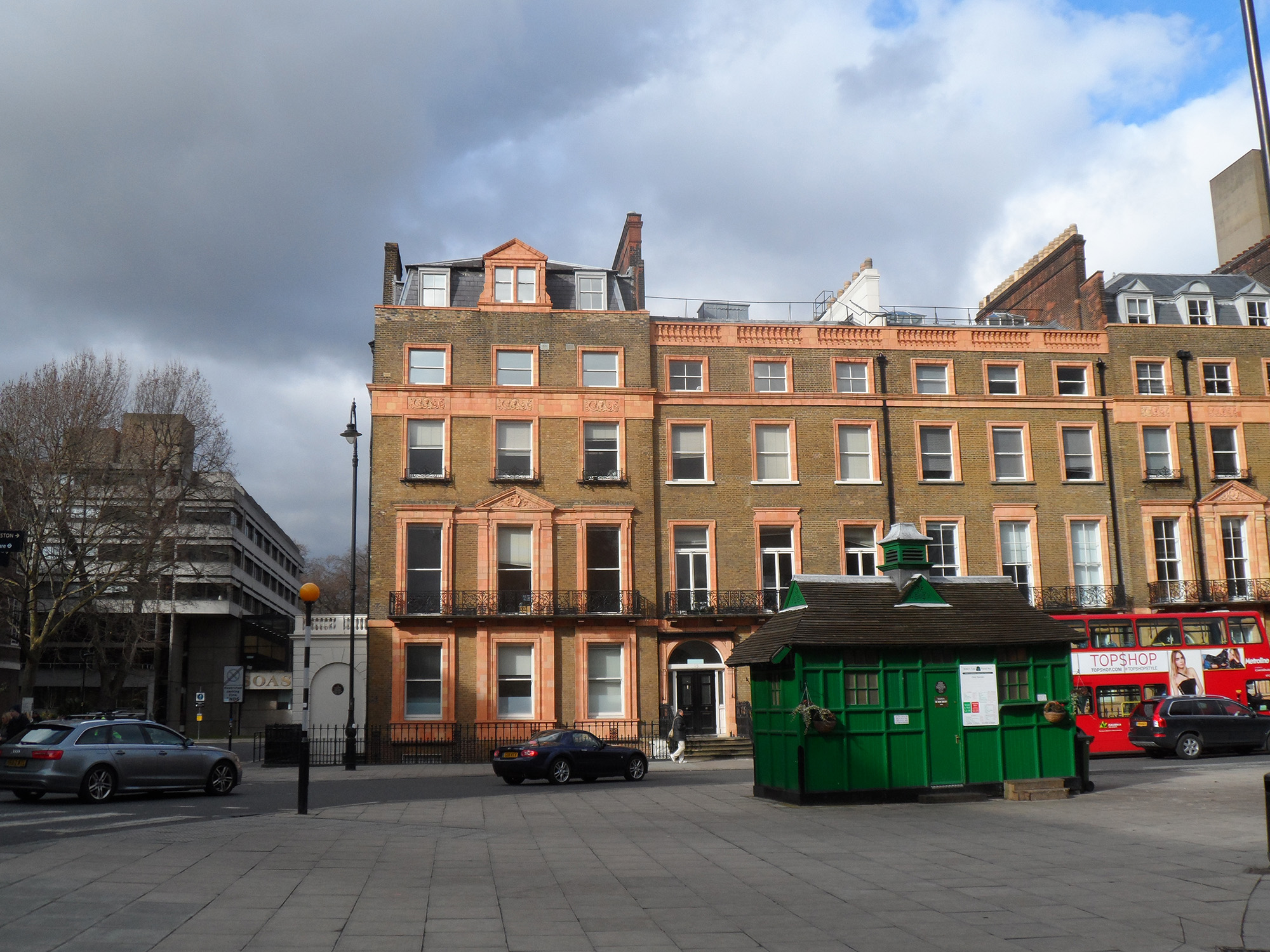
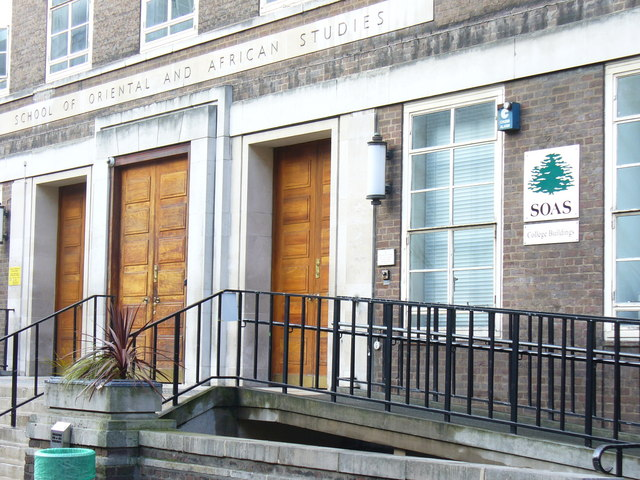
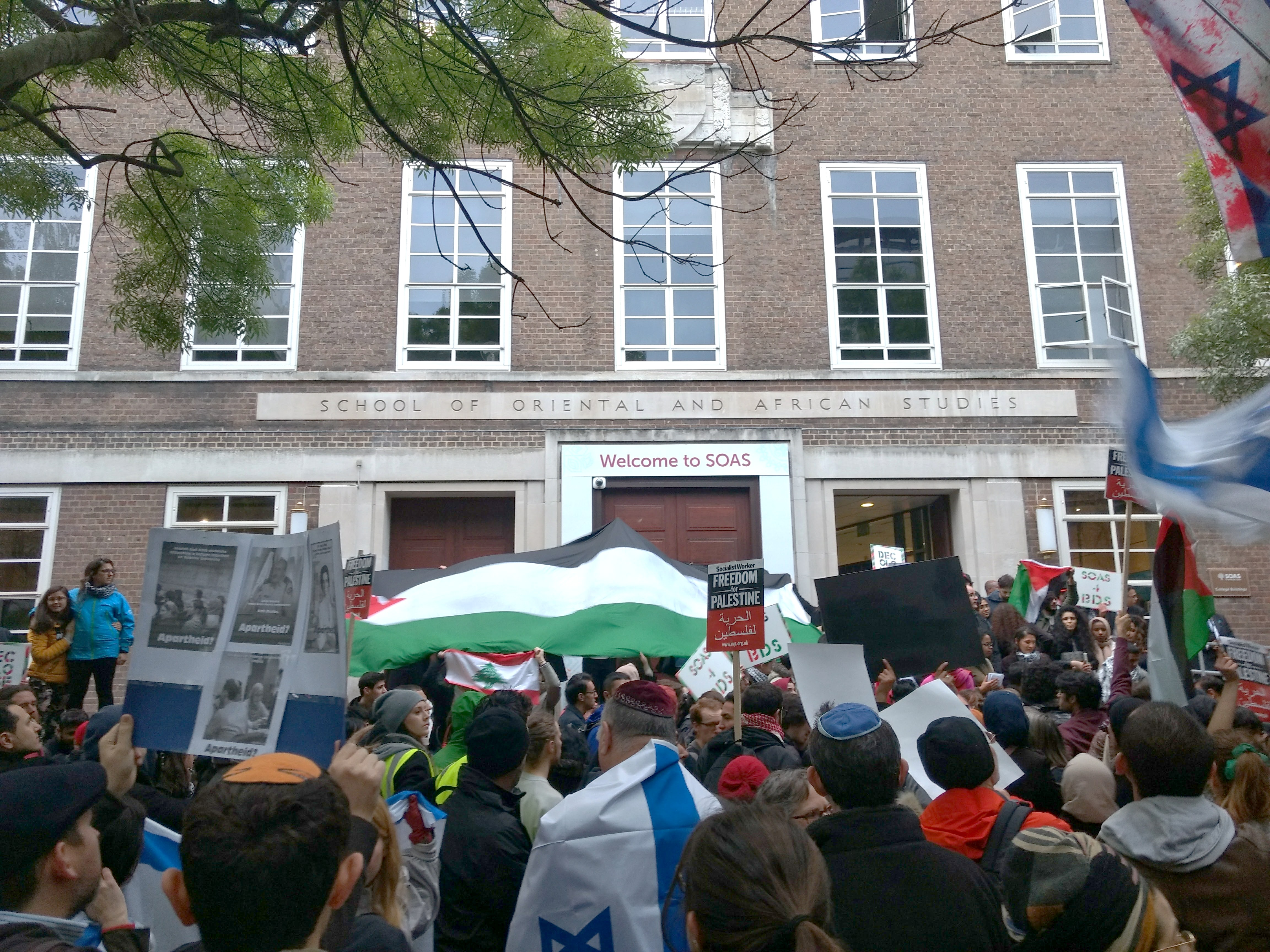
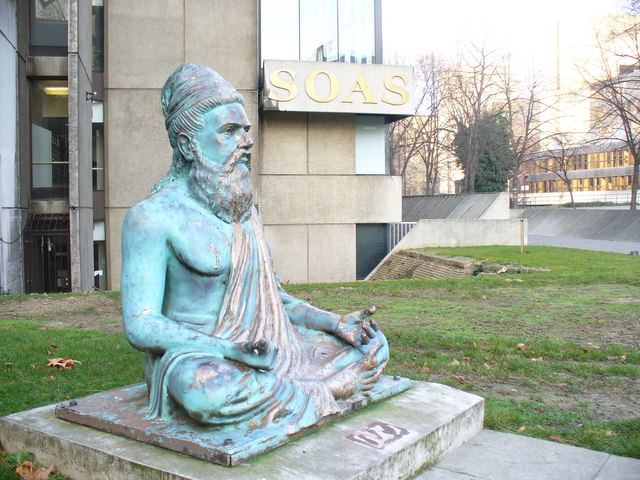

### Campus de Vernon Square

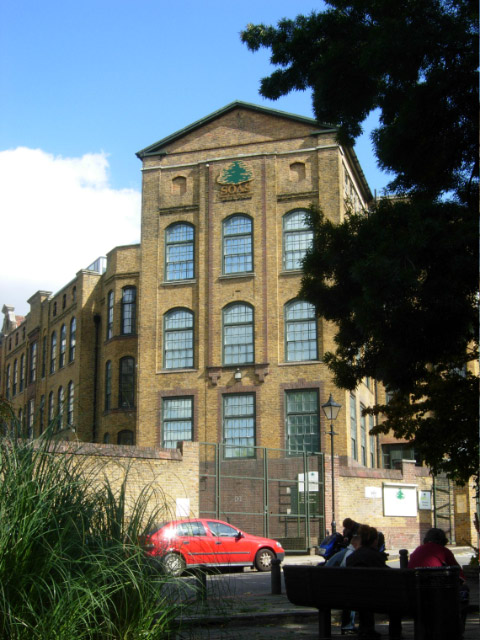
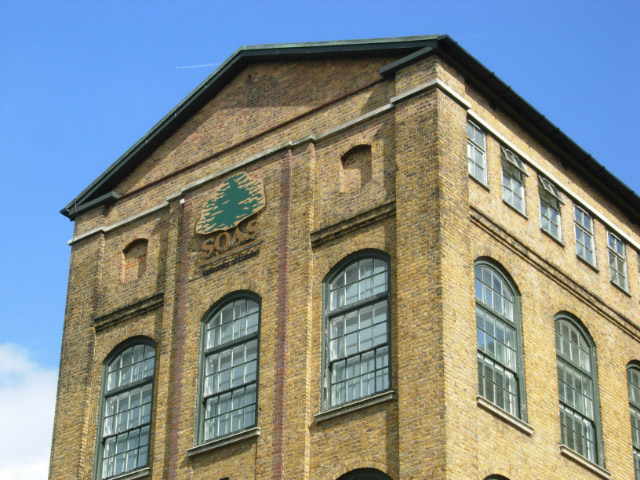
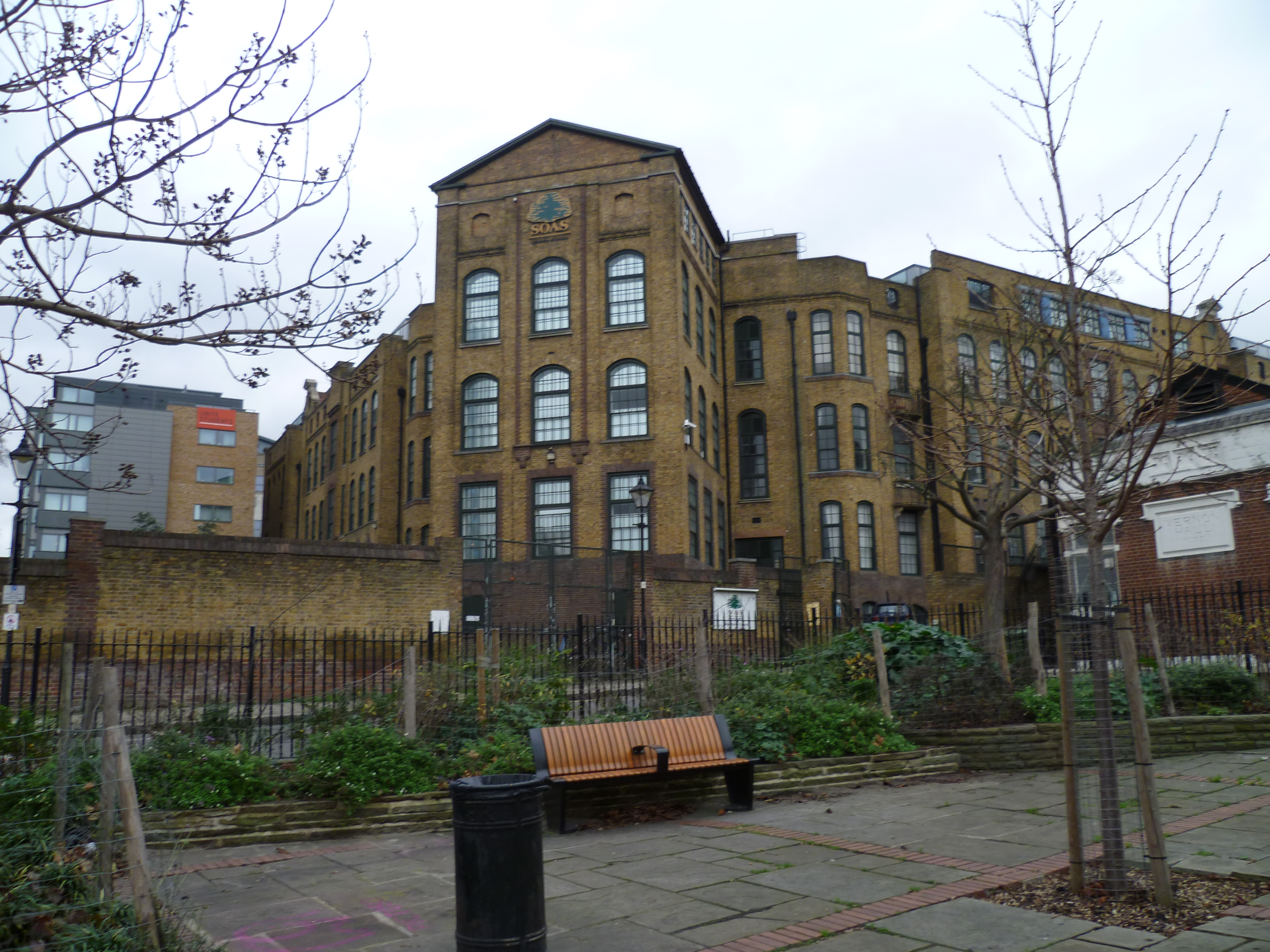
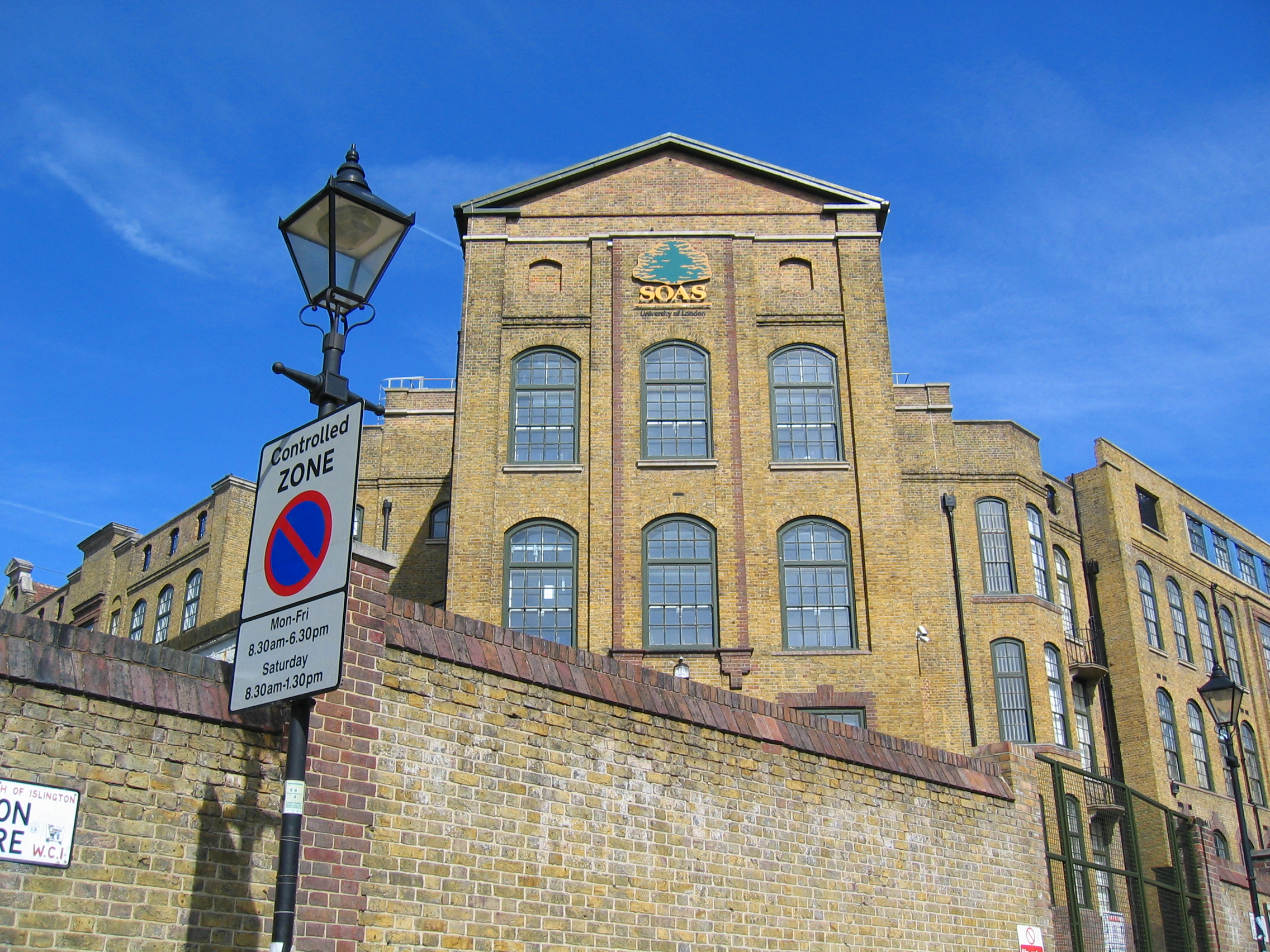

## Bibliothèque de SOAS
La bibliothèque universitaire de SOAS, conçue par l'architecte brutaliste Sir Denys Lasdun et construite en 1973, héberge plus de 1,2 million de volumes et de ressources électroniques pour l'étude de l'Afrique, de l'Asie et du Moyen-Orient attirant des universitaires du monde entier et fut désignée par le Higher Education Funding Council for England (en) en 2011 comme l'une des cinq bibliothèques nationales de recherche du Royaume-Uni,. En 2010, la bibliothèque a subi un programme de modernisation de 12 millions de livres sterling et est connue des non-académiques comme lieu de tournage de productions cinématographiques et télévisuelles telles que le film Criminal : Un espion dans la tête (2016) avec Kevin Costner, Gary Oldman, Tommy Lee Jones et Ryan Reynolds. Les étudiants de SOAS bénéficient également d'un accès total à la Senate House située à quelques pas du campus de Russell Square,.

## Réputation
La SOAS est régulièrement classée parmi les premières universités du Royaume-Uni par le quotidien britannique The Guardian. La SOAS est classée troisième en anthropologie, quatrième en économie, troisième en histoire & histoire de l’art, sixième en droit, cinquième en musique, troisième en études politiques, et troisième en théologie et études religieuses.
Le Times Higher Education Supplement décrit la SOAS comme une institution axée sur une approche personnelle des matières étudiées avec un ratio moyen de seulement onze élèves par enseignant. En 2007, la SOAS serait parmi les cinquante meilleures universités au monde en arts, sciences sociales et humanités.

## Direction
En septembre 2015, Valerie Amos succède à Paul Webley à la direction de la SOAS.

## Facultés à SOAS

### Faculté de Droit et des Sciences sociales
La 'Faculté de Droit et des Sciences Sociales (en anglais: Faculty of Law and Social Sciences) consiste en cinq départements académiques, un centre spécialisé et huit départements :
Départements académiques
- Département des Études de développement.
- Département d'économie.
- Département de Finance et management.
- École de Droit.
- Département de politique et relations internationales.
- Département de linguistique (fondé en 1932).

Centres spécialisés
- Centre d'Études taïwanaises.
- Centre pour le développement, l'environnement et les politiques - CeDEP.
- Centre d'Études Financières et de Gestion - CeFiMS.

- Centre de Politiques de développement et recherche - CDPR.
- Centre d'Études des minorités ethniques - CEMS.
- Centre d'Études Internationales et Diplomatie - CISD.
- Centre de Droit et Conflit.
- Centre de Droit d’Asie de l'Est - CEAL.
- Centre de Droit international et Colonialisme - CILC.
- Centre de Droit islamique et Moyen-oriental - CIMEL.
- Centre de Droit, Environnement et Développement - LEDC.

### Faculté des Arts et Humanités
La Faculté des Arts et Humanités (en anglais: Faculty of Arts and Humanities) consiste en cinq départements académiques, un centre spécialisé et neuf départements :
Départements
- Département d'Art et Archéologie.
- Département de Musique.
- Département d'Histoire.
- Département d'Études des religions.
- Département d'Anthropologie et Sociologie.

Centres spécialisés
- Centre pour les Médias et études cinématographiques. SOAS fait partie du Screen Studies Group[23],[24],[25].

Départements
- Centre d'études bouddhiques.
- Centre du christianisme orthodoxe et oriental.
- Centre d'études gastronomiques.
- Centre de recherches en Genres et Religions - GRR.
- Centre d'études du jaïnisme - CoJS.
- Centre des migrations et diasporas.
- Centre Musiques et danses.
- Centre des Religions japonaises - CSJR.
- Institut Sainsbury pour l’étude des Cultures et Arts du Japon.

### Faculté des Langues et Cultures
La 'Faculté des Langues et Cultures' (en anglais: Faculty of Languages and Cultures) consiste en huit départements académiques, un centre spécialisé et quatre départements :
Départements
- Département des Langues et cultures de Chine et d’Asie intérieure.
- Département des Langues et cultures d’Asie du sud.
- Département des Langues et cultures du Japon et de la Corée.
- Département de linguistique.
- Centre des Langues.
- Département des Langues et cultures du Proche et Moyen-Orient.
- Département des Langues et cultures d’Afrique.
- Département des Langues et cultures d’Asie du Sud-Est.

Centres spécialisés
- Centre pour les études de genre.

Départements
- Centre d’excellence pour l’apprentissage et l’enseignement des langues asiatiques, africaines et orientales.
- Centre d'Études islamiques - CIS.
- Centre d'Études juives - CJS.
- Institut Confucius de Londres.

Note : Une nouvelle école des langues au sein de SOAS devrait voir le jour prochainement, notamment grâce à l’augmentation des investissements privés et public dus à l’excellence et la spécialisation de l’école dans l’enseignement des langues asiatiques, africaines et orientales.

#### IFCELS
Le Centre international des cours préparatoires et de l’enseignement de l’anglais - IFCELS se situe dans le Faber Building en dehors du campus principal de l’université et propose un large éventail de cours préparatoires pour les étudiants souhaitant intégrer l’éducation supérieure au Royaume-Uni.

### Centres régionaux et interdisciplinaires
La SOAS comprend aussi des observatoires régionaux partagés en 6 centres régionaux principaux en lien avec les 28 centres interdisciplinaires au sein de ses facultés et centres départementaux. Ils sont responsables d'un grand nombre d’activités et de programme comme des conférences, colloques, séminaires et publications.
- Centre des études africaines - CAS.
- Centres des études chinoises - CCS.
- Centre de l’Asie centrale contemporaine et du Caucase - CCCAC.
- Centre des études coréennes - CKS.
- Centre des études de l’Asie du sud - CSAS.
- Centre des études de l’Asie du Sud-Est - CSEAS.
- Centre des recherches japonaises - JRC.
- Institut londonien du Moyen-Orient - LMEI.

## Langues
Les langues inculquées à SOAS sont les suivantes :

### Langues d'Afrique
- amharique
- haoussa
- somali
- swahili
- Yoruba
- zoulou

### Langues de Chine et d'Asie intérieure
- cantonais
- hokkien (taïwanais)
- chinois Mandarin
- tibétain

### Langues d'Europe
- anglais
- français
- espagnol

### Langues du Japon et de la Corée
- japonais
- coréen

### Langues du Proche et Moyen-Orient
- akkadien
- arabe
- arménien
- avestan
- hébreu
- hittite
- kurde
- pachto
- persan
- sumérien
- turc

### Langues d'Asie du Sud
- bengali
- hindi
- népalais
- pali
- pendjabi
- pachto
- prâkrit
- sanskrit
- singhalais
- tamoul
- ourdou

### Langues d'Asie du Sud-Est
- birman (Myanmar)
- philippin (tagalog)
- indonésien
- khmer (cambodgien)
- malais
- vietnamien

## Logements étudiants
La plupart des étudiants de la SOAS logent sur l’une des résidences de l'École : Dinwiddy House (située sur Pentonville Road près de la gare de King's Cross) et Paul Robeson House, située à quelques pas de Dinwiddy House. La plupart des étudiants en résidences sont des undergraduates de première année. La majorité des seconde, troisième, quatrième et post-gradués vivent en dehors de l'école.

## Syndicat étudiant
La SOAS a un syndicat étudiant politisé, présent dans un grand nombre de mouvements contemporains comme la guerre en Irak, la protection de l’environnement, la protection des minorités, etc. Deux fois par trimestre se tient une assemblée où différentes propositions censées améliorer la vie estudiantine sont votées.
L’union élit trois coprésidents par an, chacun ayant des responsabilités particulières. Une récente révision des statuts de l’union a cependant rendue possible l’élection d’un président d’un an à titre honorifique. Le poste a été tenu par le maire de Londres Ken Livingstone ou encore la femme politique birmane, prix Nobel de la paix et ancienne élève de SOAS Aung San Suu Kyi.

## OpenAir Radio
La SOAS possède sa propre station radio, OpenAir Radio, abritée dans des locaux du 5e étage du bâtiment principal de Russell Square. La station diffuse ses programme sur 101.4FM dans un rayon de plus de trois miles. Elle diffuse énormément de musique étrangère, avec des programmes politiques et culturels centrés sur l’Afrique, l’Asie, le Moyen-Orient et l’Amérique du Sud. Les programmes d'OpenAir incluent un large éventail d’émissions : de recettes culinaires à de la politique internationale ou des revues de presse.
OpenAir peut aussi être écouté sur internet.

## Personnalités liées à l'université

### Professeurs
Page principale : Professeur à l'École des études orientales et africaines.

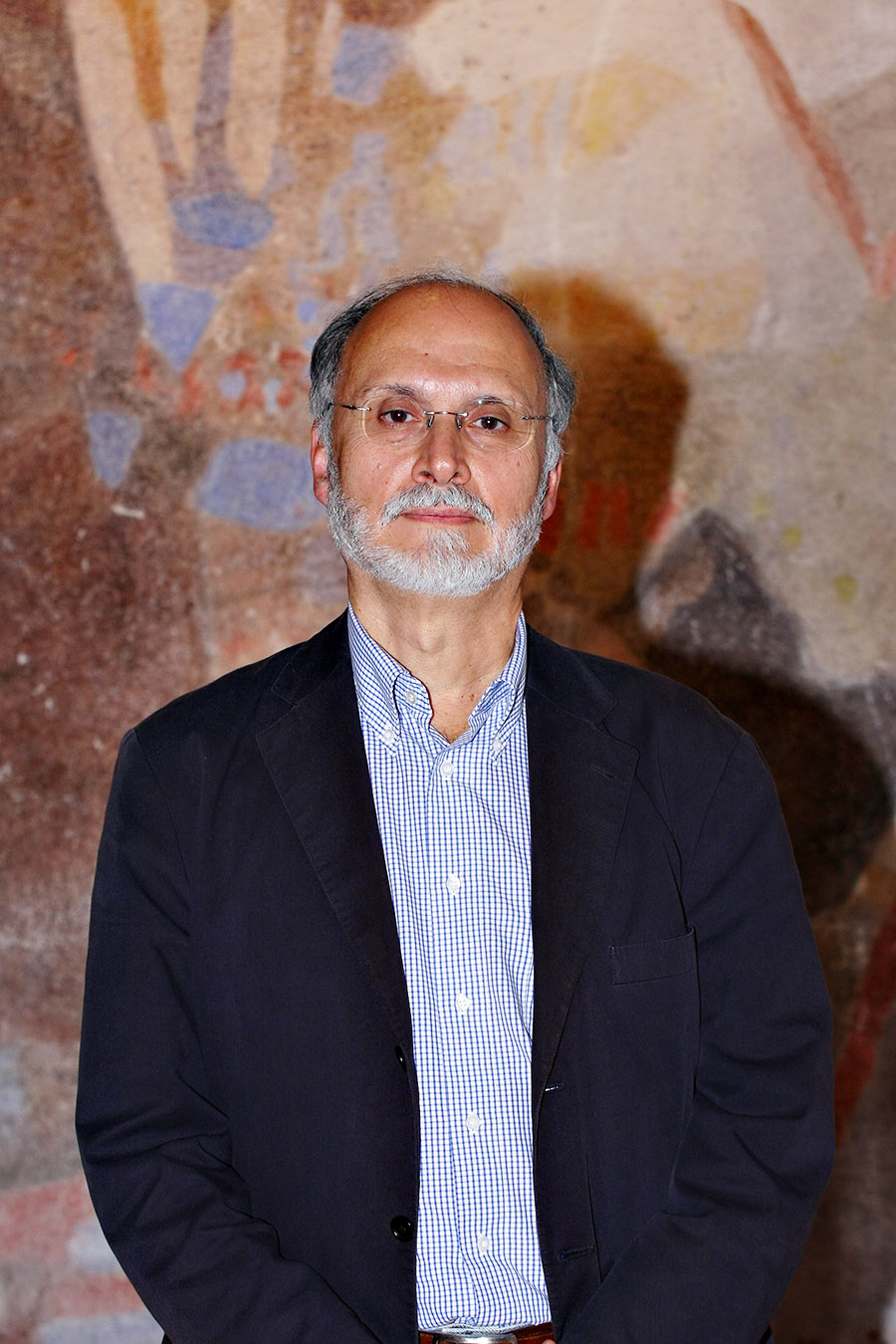
Gilbert Achcar.
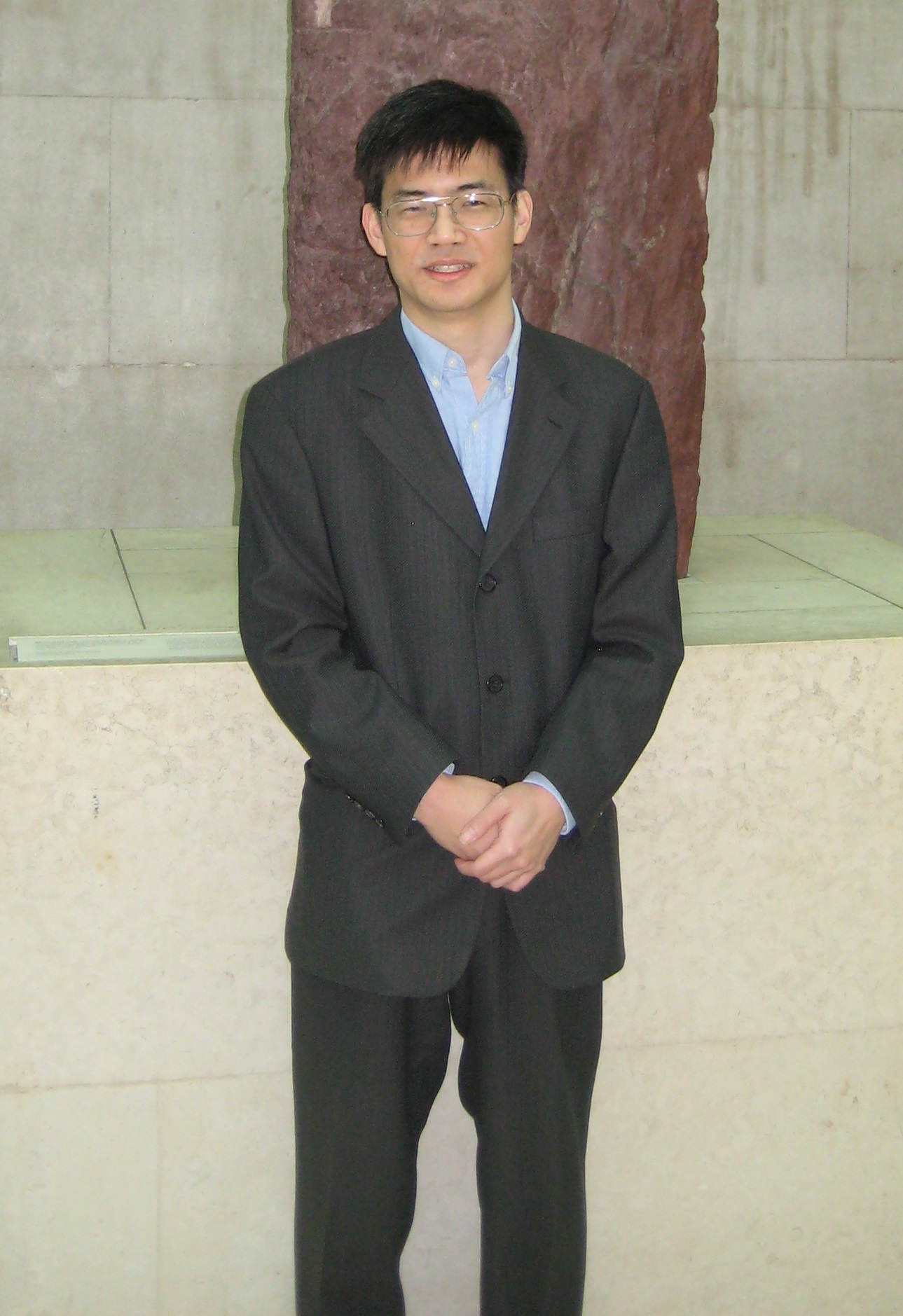
Marc Miyake (en)
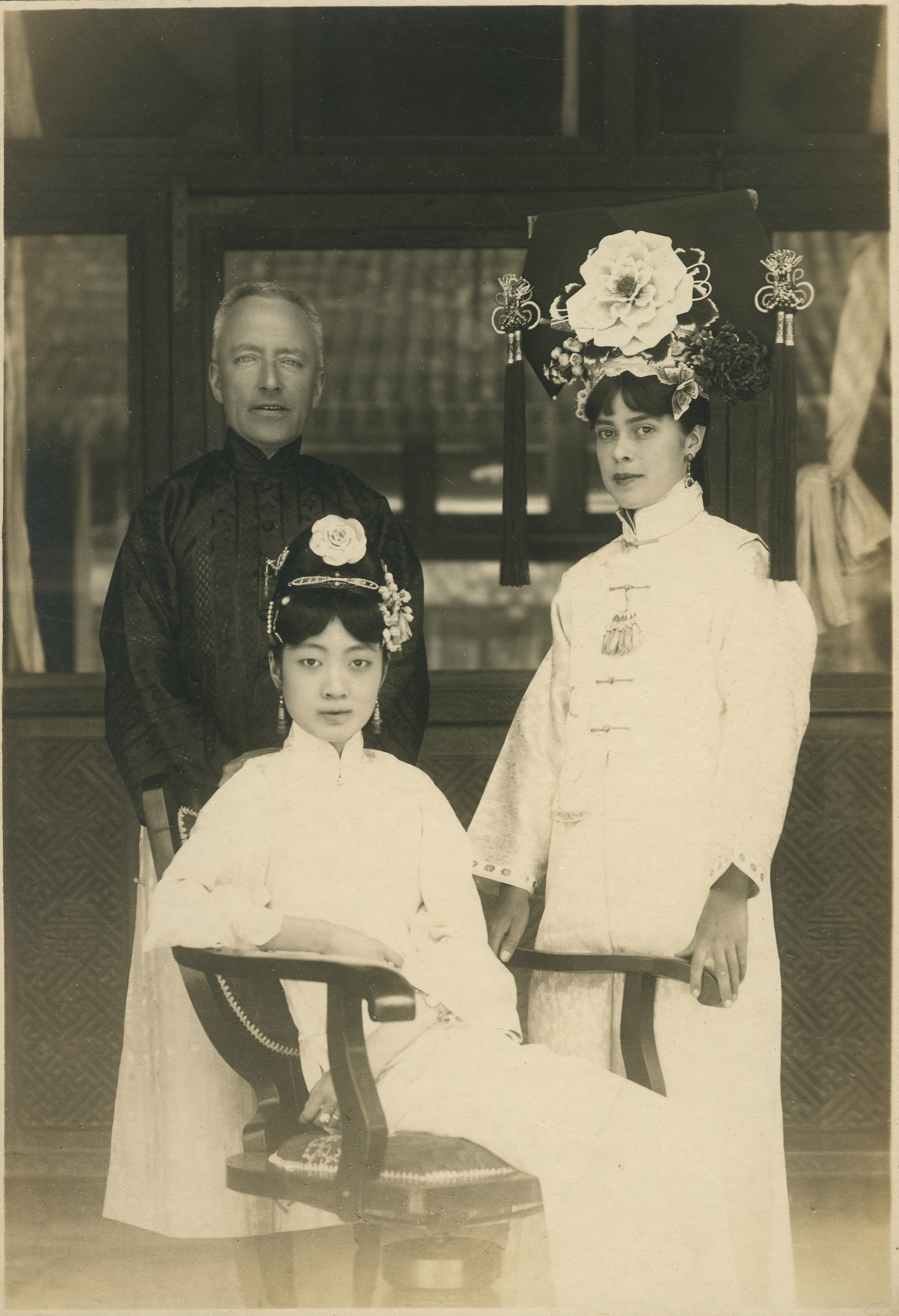
Reginald Johnston
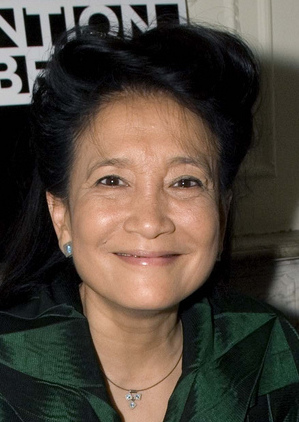
Jung Chang
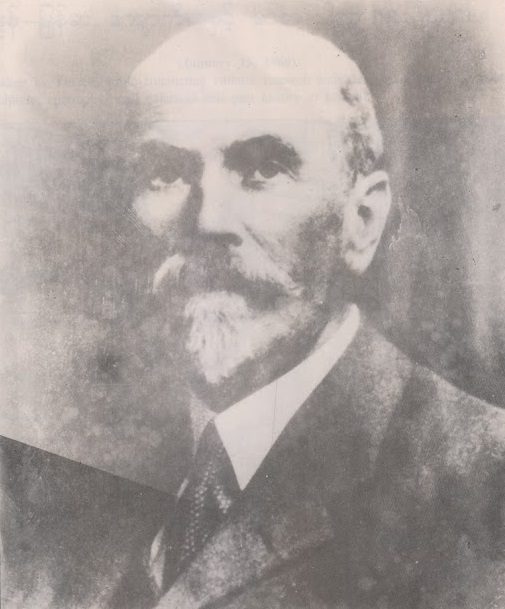
Charles Otto Blagden (en)
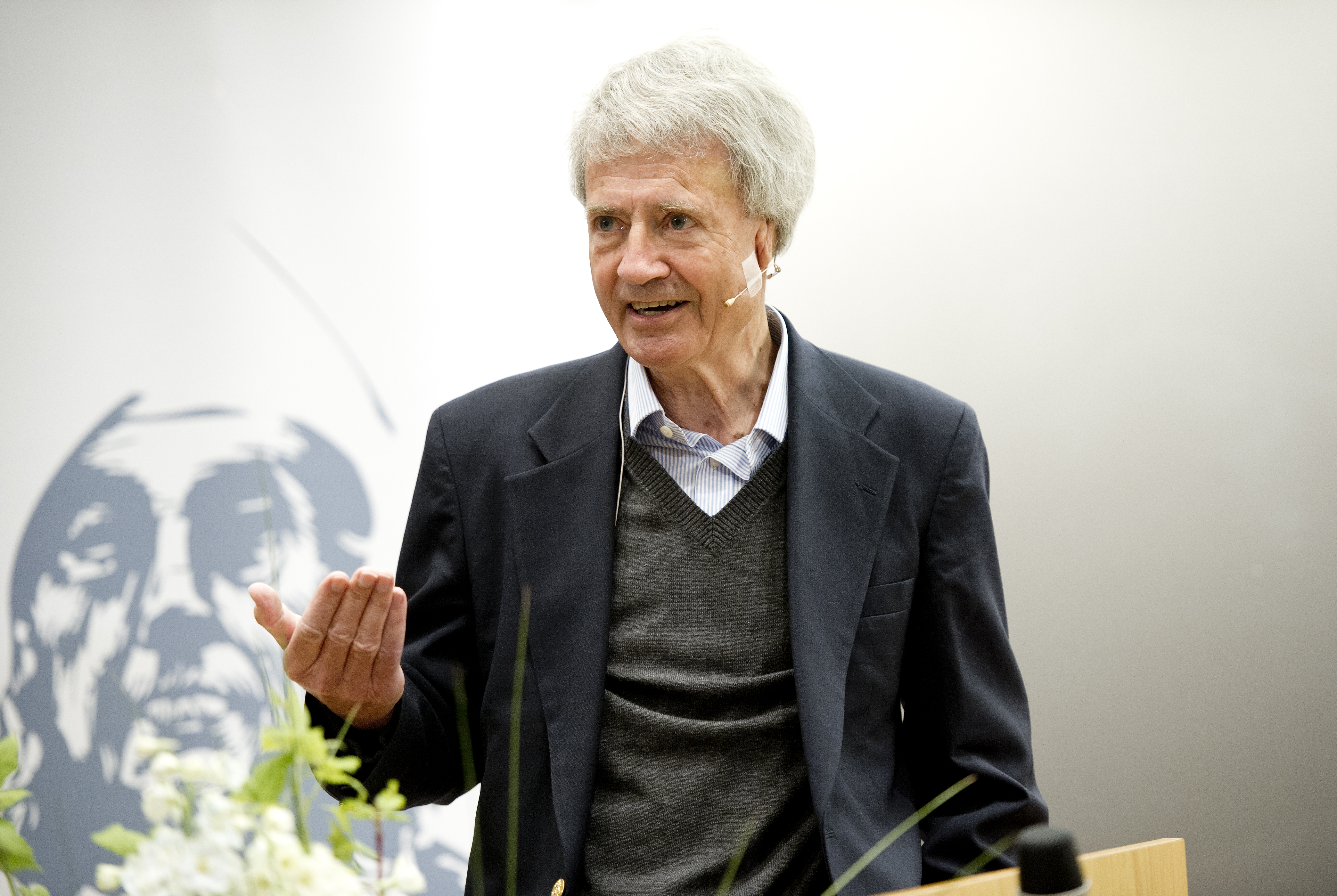
Michael Cook
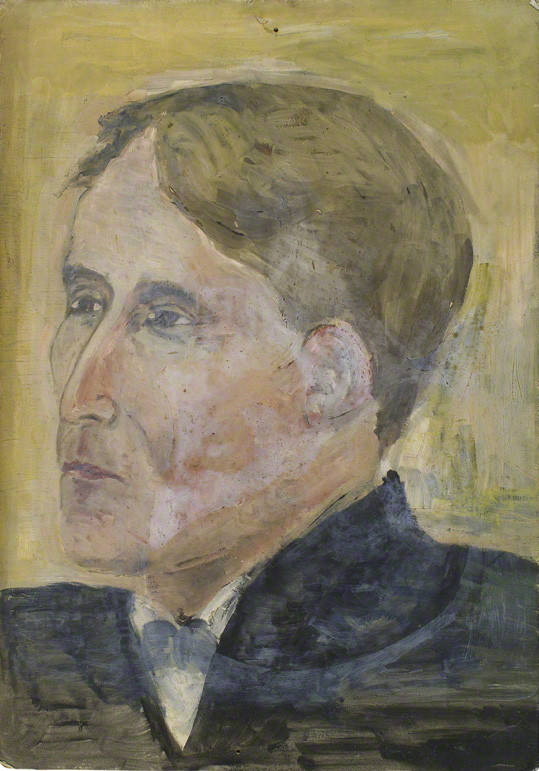
Arthur Waley
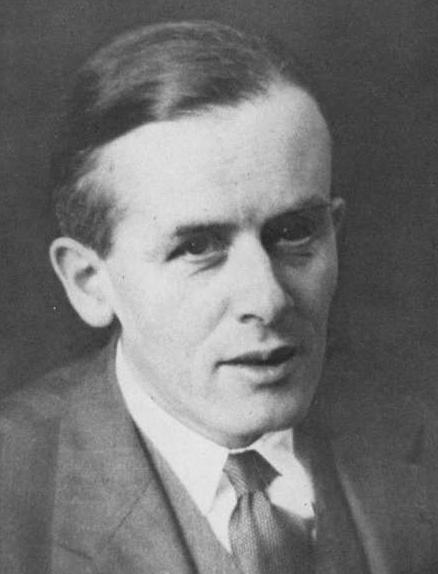
Walter Bruno Henning
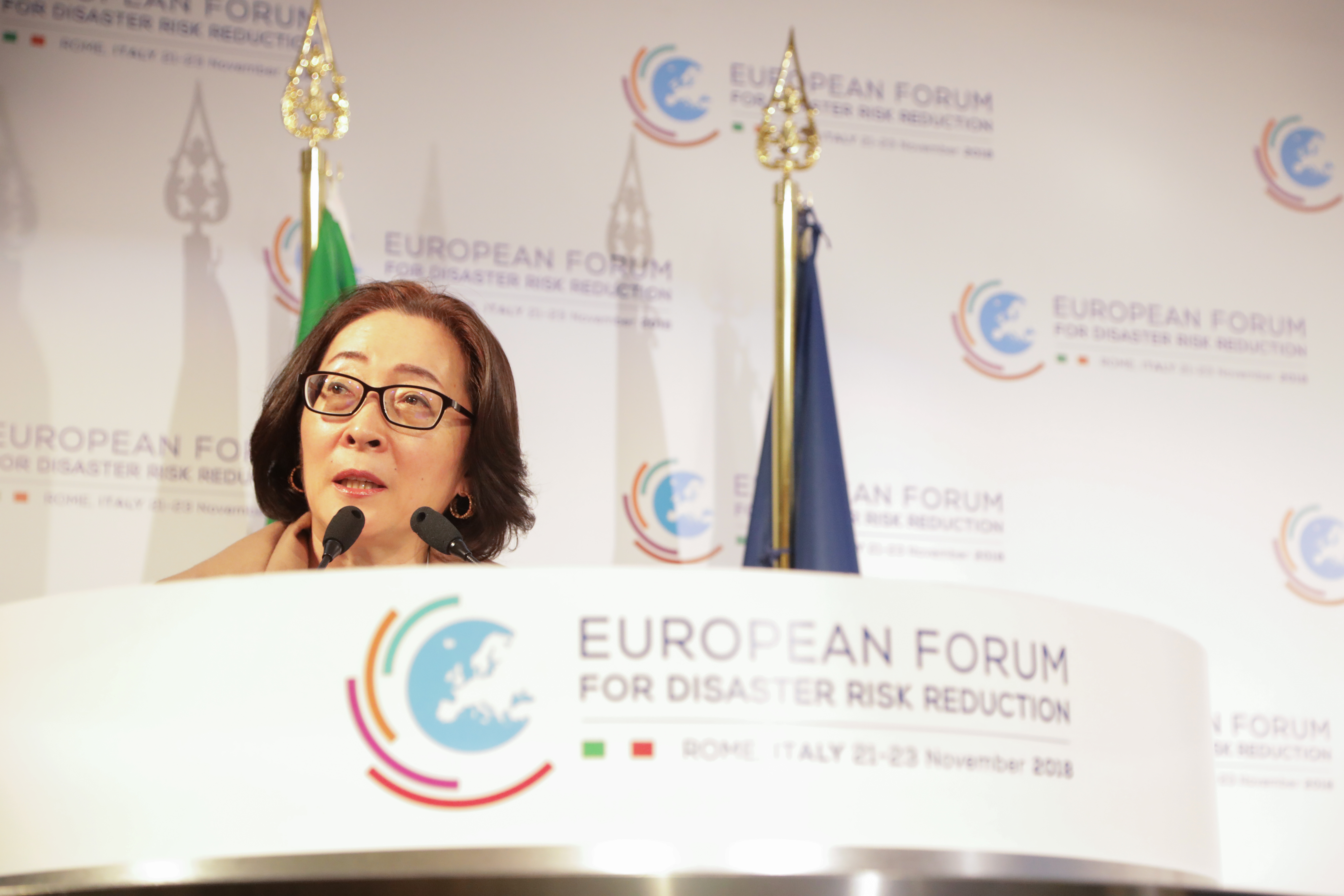
Mami Mizutori (en)
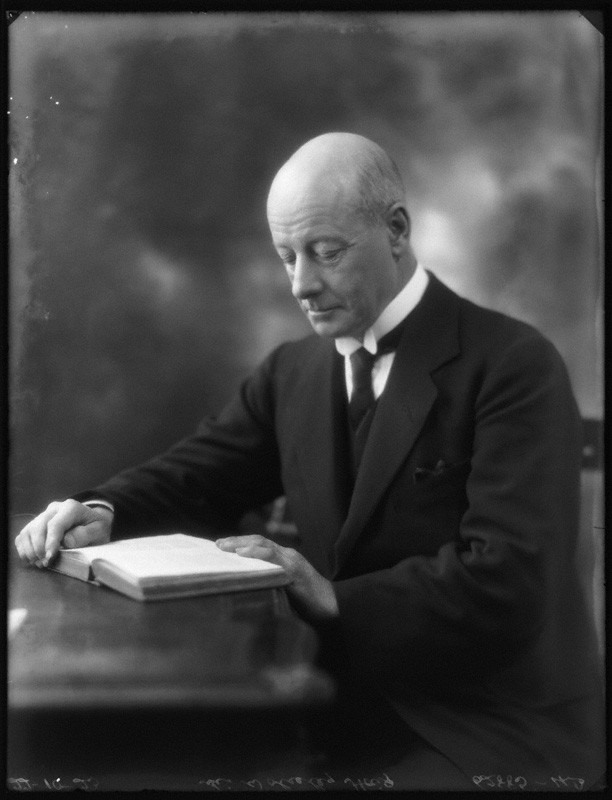
Wolseley Haig (en)

#### Économie
- Ben Fine (en)
- Mushtaq Khan
- Edith Penrose
- Jan Toporowski[27]

#### Droit
- Taslim Olawale Elias.
- Werner Menski[28]
- Frank R. Palmer (en), droit de l’Asie du Sud-Est.

#### Anthropologie
- Cosimo Zene (en).
- William Dessaint, anthropologue, ethnologue et linguiste français, ethnographe spécialisé dans l'étude du peuple Lissou.

#### Développement et Relations internationales
- Gilbert Achcar, mondialisation.
- Nirmala Rao (en)

#### Environnement
- Philip Stott (en), biogéographie.

#### Caucase
- George Hewitt, langues caucasiennes[29].
- David Marshall Lang, spécialiste de la Géorgie, de l'Arménie et de l'histoire médiévale de la Bulgarie.

#### Asie du Sud-Est
- Timothy Barrett[30]
- Malcolm Caldwell (en)
- Alexander Piatigorsky (en)
- M. C. Ricklefs, indonésie.
- Richard Olaf Winstedt (en), langue et littératures malaises.

#### Asie de l'Est (ou Asie orientale)
- Evangeline Edwards (en), littérature chinoise.
- A. C. Graham, chinois classique.
- Michel Hockx (en), études de la Chine et de l’Asie intérieure.
- Reginald Johnston, littérature chinoise, diplomate et précepteur (dishi) de l'empereur Puyi et dernier gouverneur de la concession anglaise de Weihaiwei.
- Edwin G. Pulleyblank, sinologue.
- Xiao Qian (en), études de la Chine et de l’Asie intérieure.
- Timon Screech, art japonais, architecture et histoire.
- Isolde Standish (en), Japon et Corée du Sud.
- Sem Vermeersch (en), Corée du Sud et Bouddhisme.
- Arthur Waley, études japonaises et chinoises.

#### Asie centrale
- Shirin Akiner (en)

#### Afrique
- Lucy Durán (en)], musique africaine.
- John Donnelly Fage
- Richard Fardon, anthropologie de l’Afrique de l’Ouest[31].
- Paul Gifford, christianisme africain.
- Roland Oliver, Histoire africaine[32].
- J.D.Y. Peel (en), Nigéria.
- Edward Ullendorff, études éthiopiennes et langues sémitiques.

#### Inde
- Arthur Llewellyn Basham (en), histoire de l’Inde.
- Wendy Doniger O'Flaherty, religions indiennes.
- William Radice (en), langue et cultures bengali.
- Ralph Russell (en), langue et littérature Ourdou.

#### Moyen-Orient
- G. R. Hawting (en), Histoire du Proche et Moyen-Orient.
- Laleh Khalili (en)
- Bernard Lewis
- Charles R. H. Tripp (en)
- Arthur Stanley Tritton, langue arabe et littérature.

#### Islam
- Muhammad Abdel-Haleem
- Patricia Crone, histoire islamique.
- Bassam Fattouh, banques et finances islamiques[33].
- Hamilton Gibb
- Alfred Guillaume
- Nasser David Khalili, Art islamique.
- John Wansbrough, histoire islamique.

#### Iran
- Mary Boyce, langues iraniennes et zoroastrisme.
- Walter Bruno Henning
- Ann Lambton, histoire perse médiévale et moderne, langue persane.
- Vladimir Minorsky
- Nicholas Sims-Williams (en)

#### Judaïsme et hébreux
- Tudor Parfitt, hébreu moderne.

#### Linguistique
- John Rupert Firth

### Étudiants
Page principale : Étudiant de l'École des études orientales et africaines.

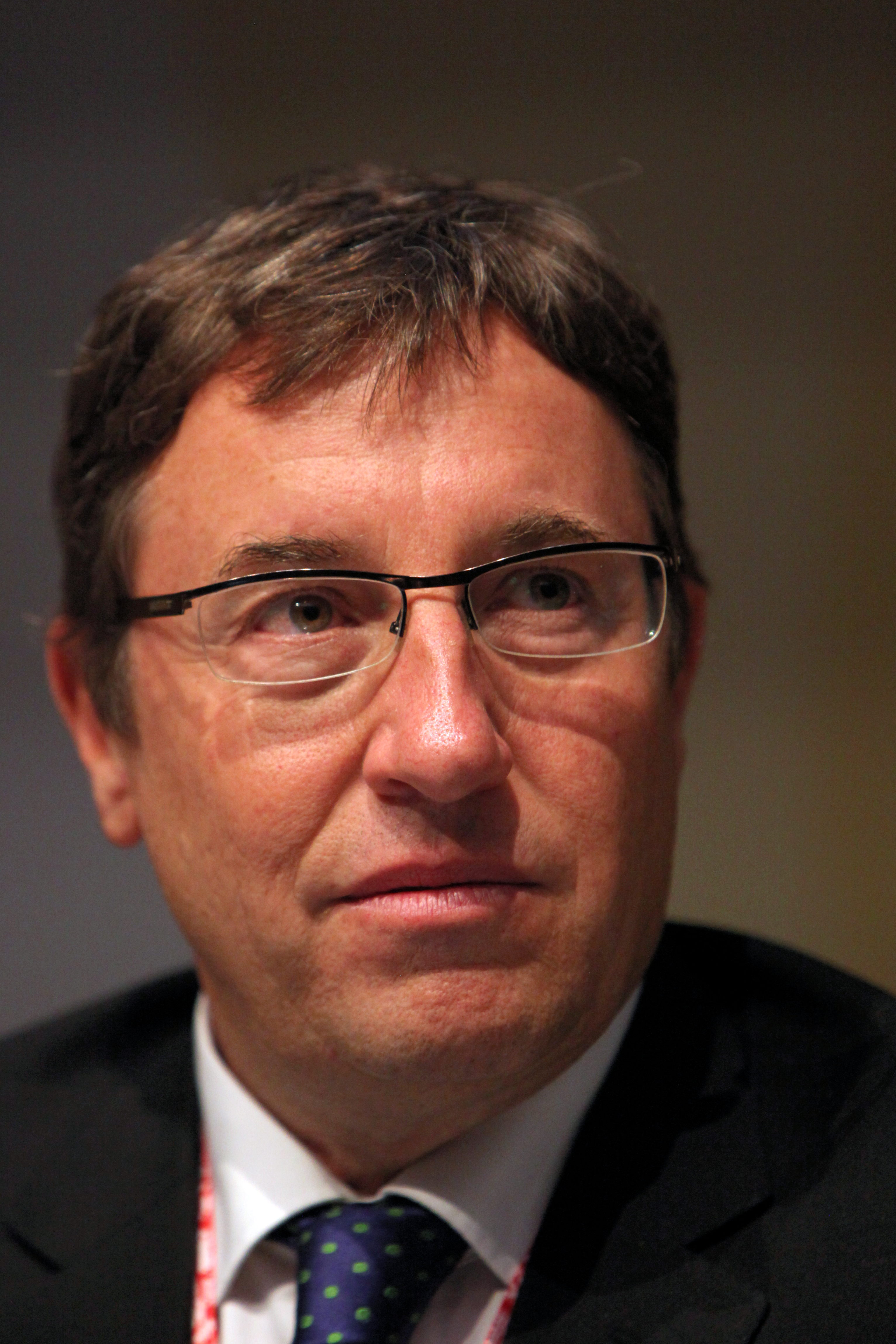
Achim Steiner, administrateur du PNUD.
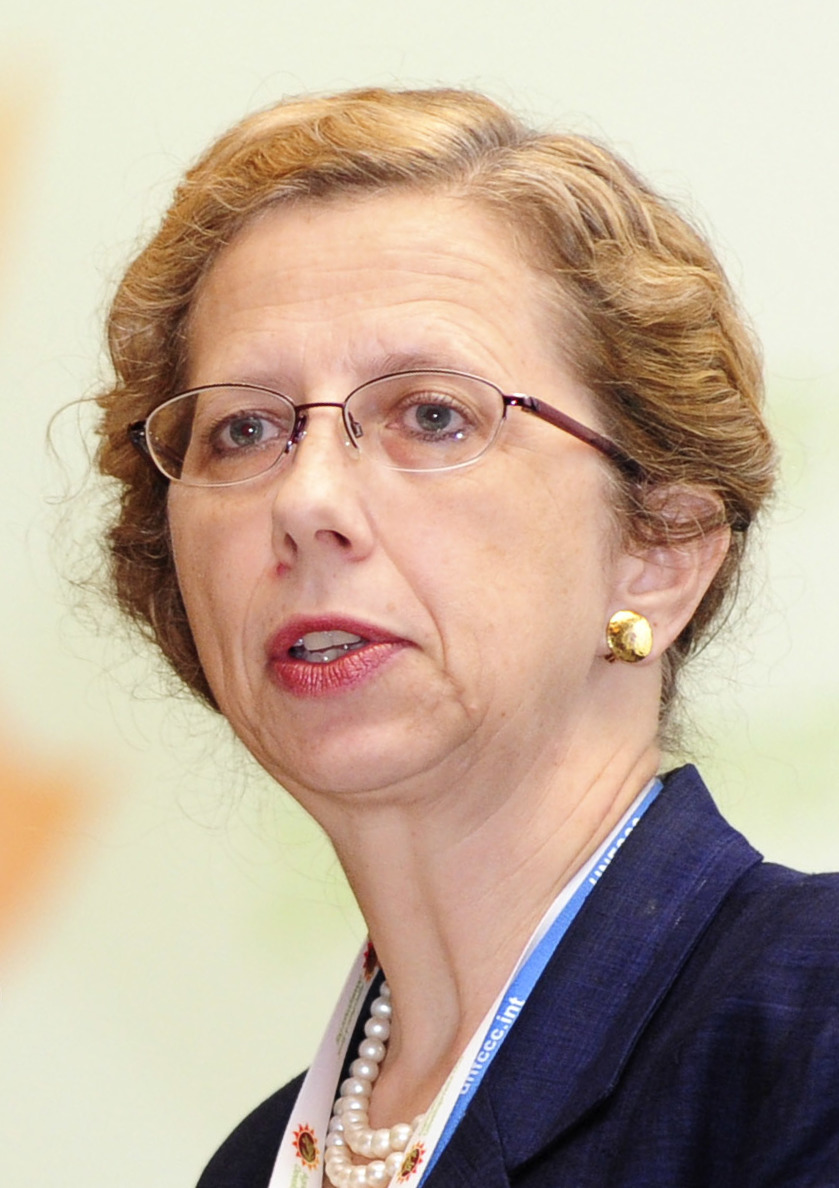
Inger Andersen, directrice du PNUE.
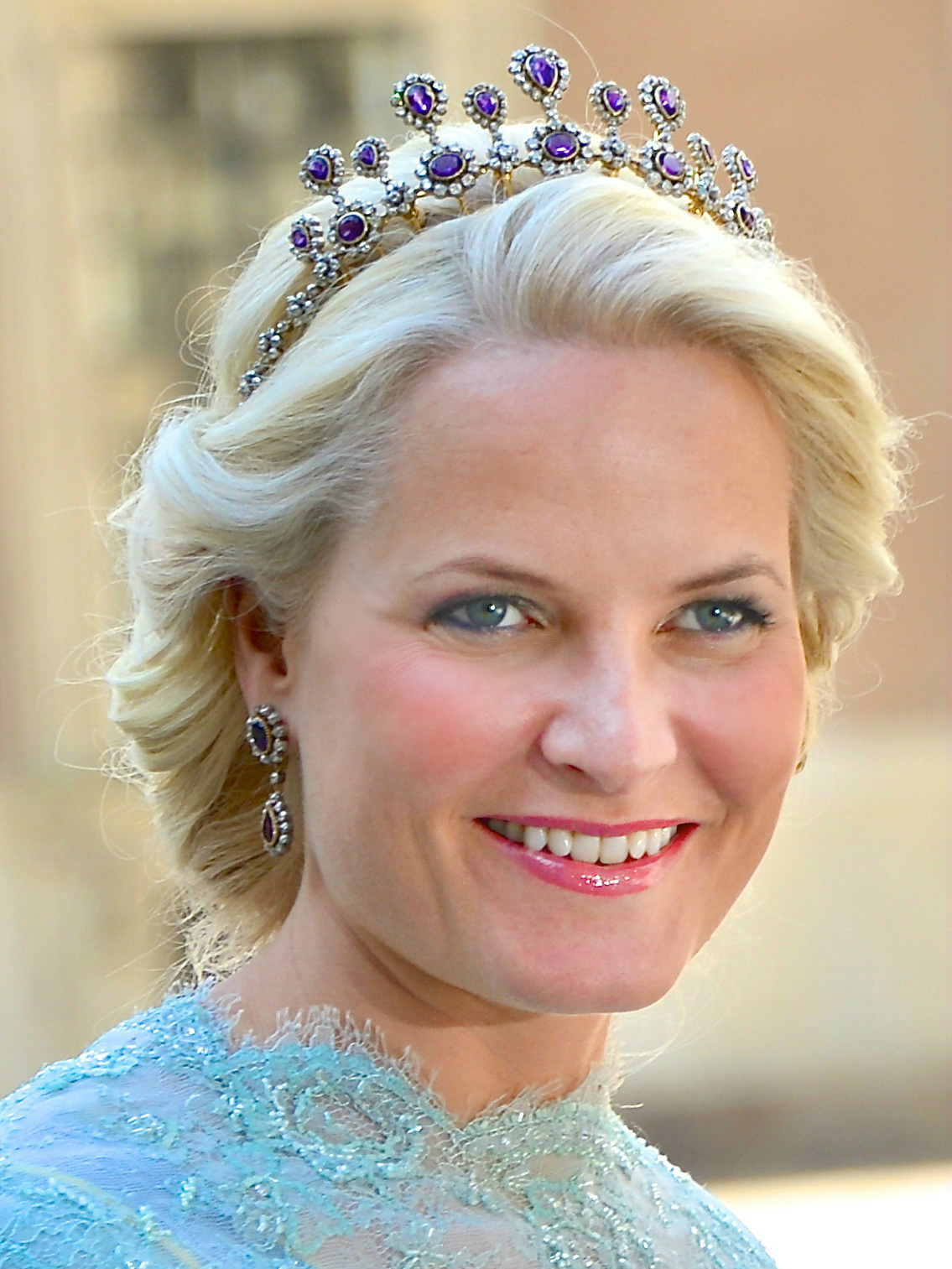
Mette-Marit, princesse de Norvège.
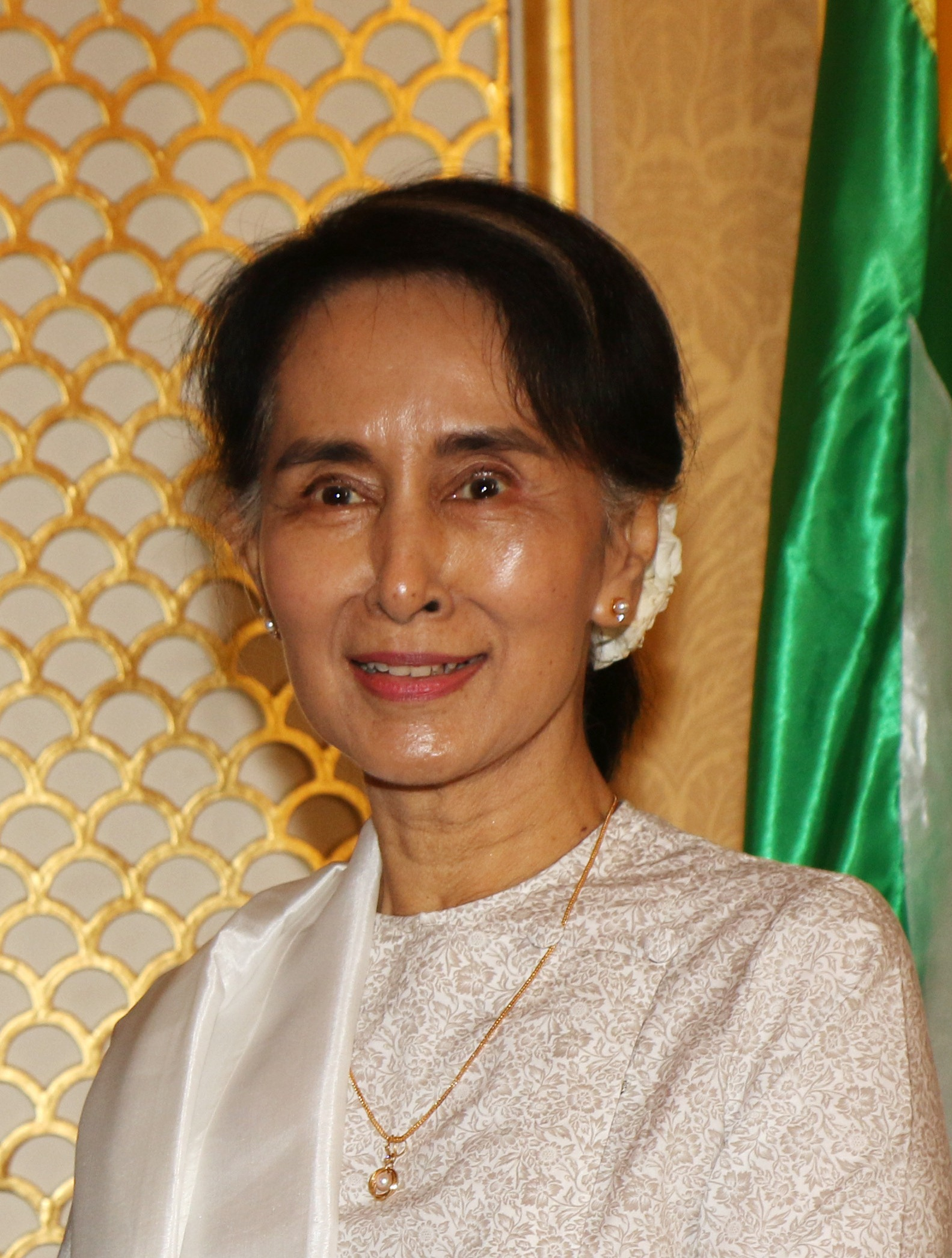
Aung San Suu Kyi, Myanmar.
Paul Robeson, chanteur américain.
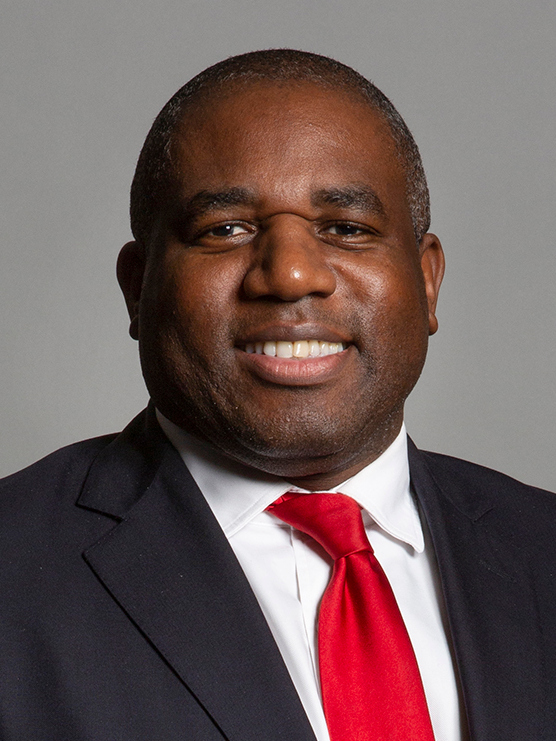
David Lammy, homme politique anglais.
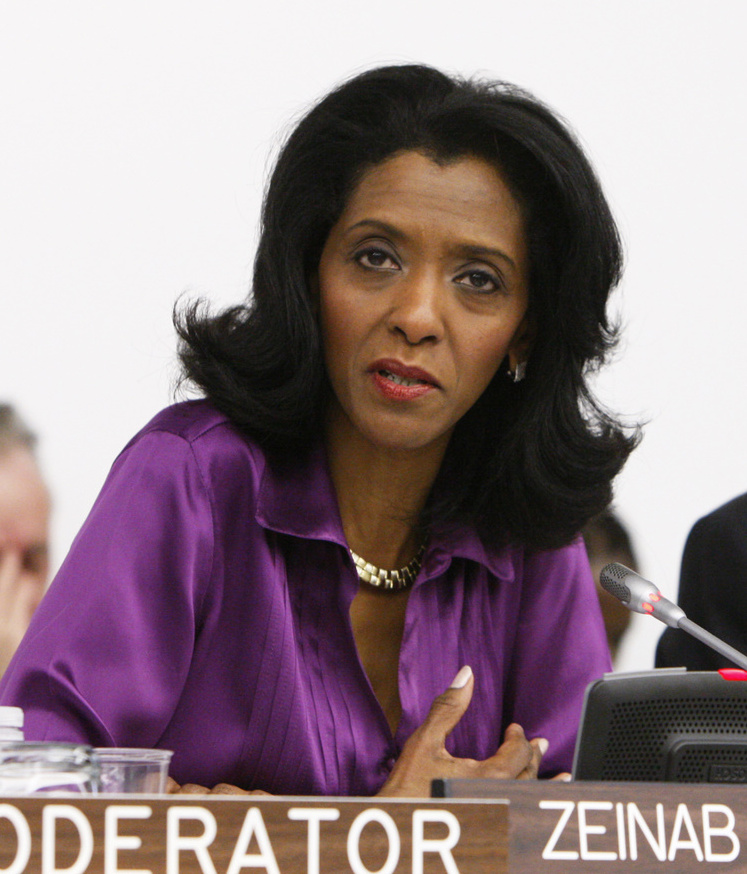
Zeinab Badawi, présentatrice et journaliste.
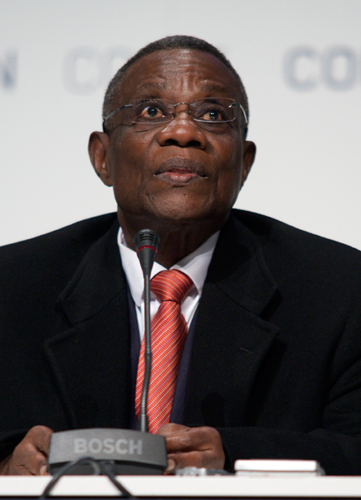
John Atta Mills, ancien président du Ghana
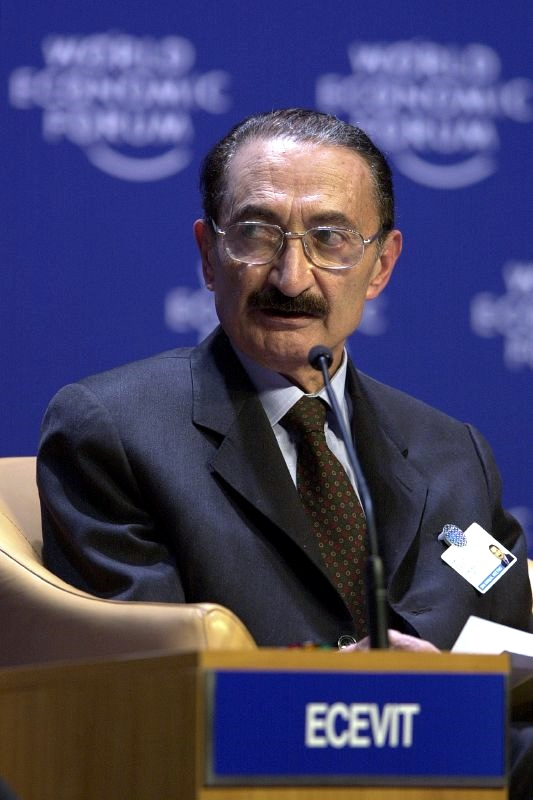
Bülent Ecevit, ancien Premier ministre de Turquie
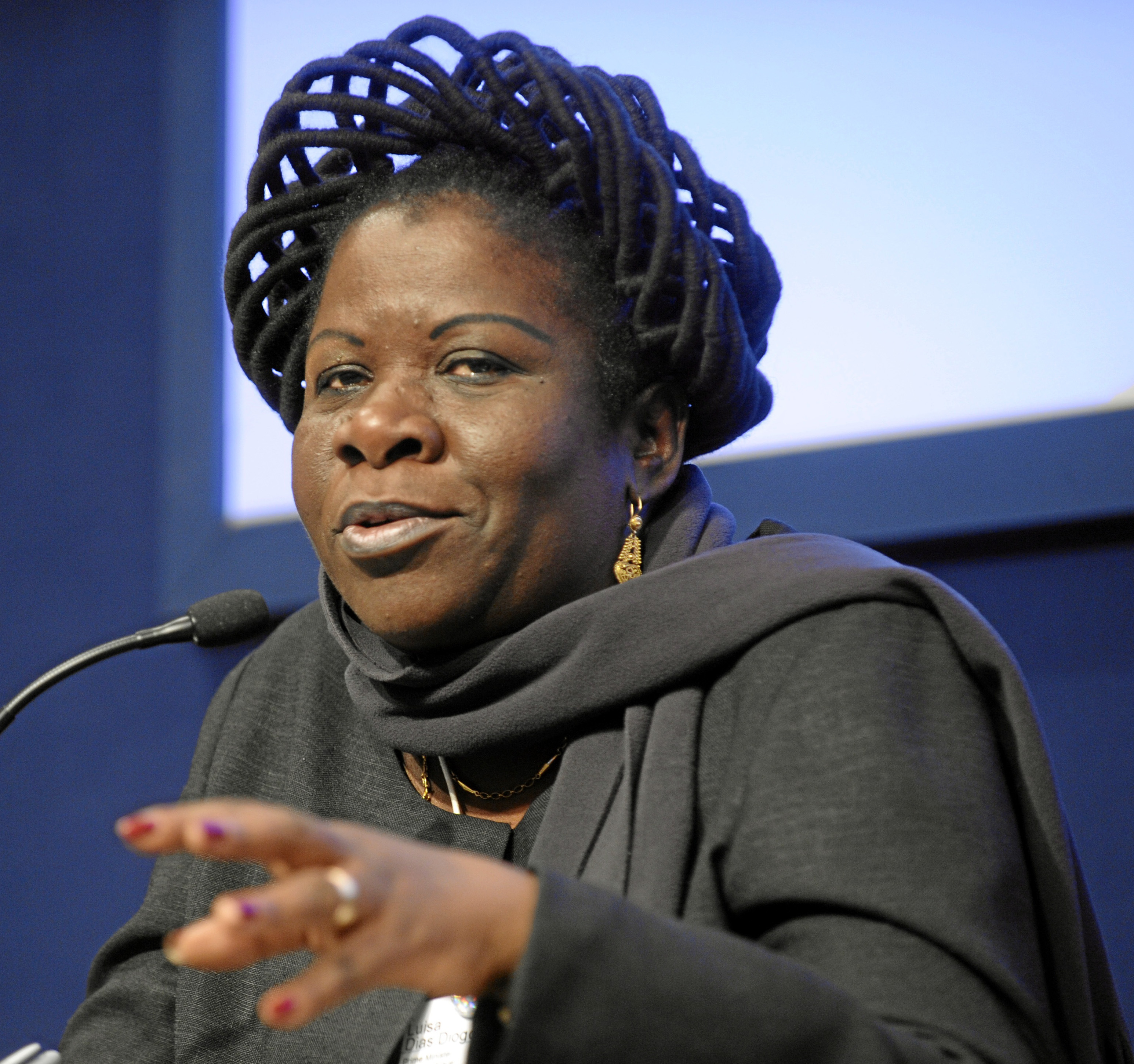
Luisa Dias Diogo, Première ministre du Mozambique
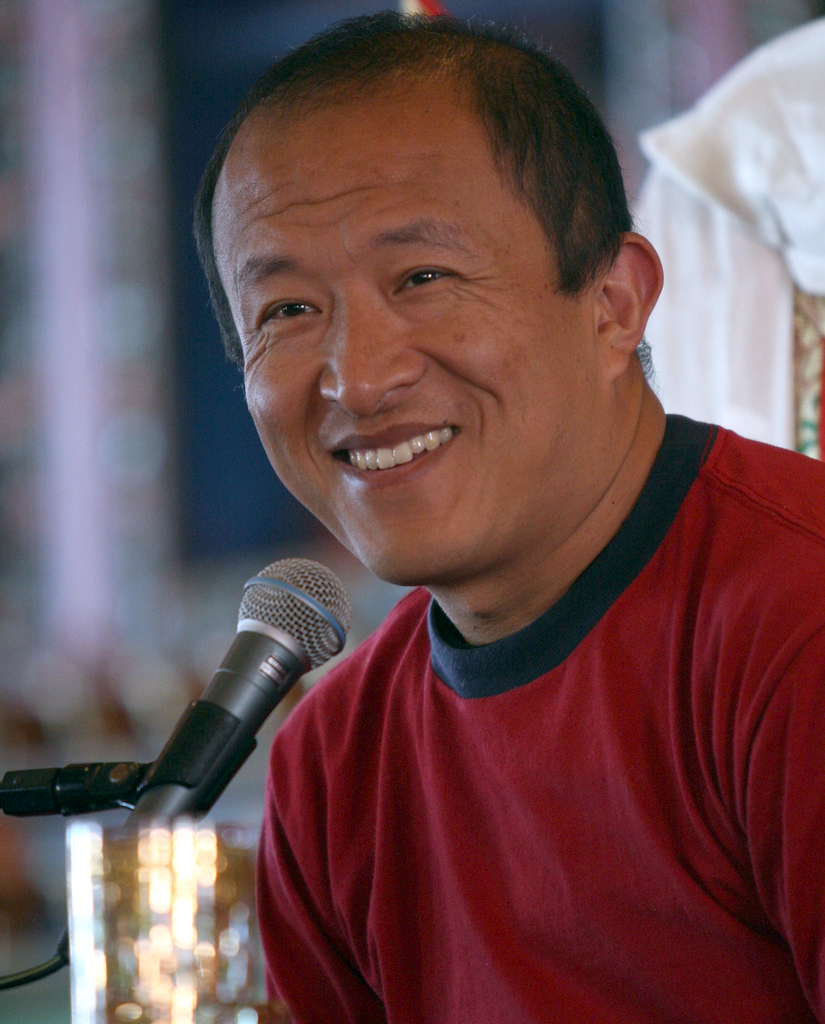
Khyentse Norbu, lama du Bhoutan et réalisateur.
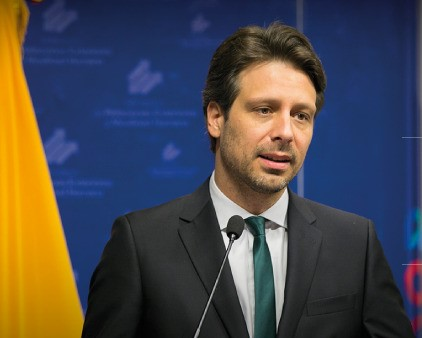
Guillaume Long, ancien ministre de l'Équateur

#### Royauté
- Salahuddin Abdul Aziz Shah, roi de Malaisie 1999-2001.
- Mette-Marit Tjessem Høiby, princesse héritière de la couronne de Norvège[34],[35].
- Anthony Brooke (en), rajah muda de Sarawak[36].
- Maria Laura de Belgique, fille de l’archiduc Lorenz d'Autriche-Este et de la princesse Astrid de Belgique[37].
- Muzna bint Ghalib Al Qu'aiti, princesse de Qu'aiti[38].
- Wijdan Ali (en), princesse de Jordanie[39].

#### Gouvernement et politique
- John Atta Mills, actuel président du Ghana[40],[41].
- Luisa Diogo, Première ministre de Mozambique[42].
- Bülent Ecevit, ancien Premier ministre de Turquie[43].
- Mohammed Jameel Ahmed, vice-président des Maldives[44].
- Lord Wilson of Tillyorn, 27e gouverneur de Hong Kong[45].
- Aung San Suu Kyi (en birman : အောင်ဆန်းစုကြည် / , prononcé : /àʊɴ sʰáɴ sṵ tɕì/), femme d'État birmane, lauréate du prix Nobel de la paix en 1991, elle est de facto chef du gouvernement de 2016 à 2021[46].
- David Lammy, homme politique britannique, membre du parti travailliste au Parlement et ministre[47].
- Ahmed Gaâloul, homme politique et ministre tunisien.
- Herbert Chitepo premier barrister noir rhodésien[48].
- Enoch Powell, homme politique britannique[49].
- Varun Gandhi, homme politique, leader du Bharatiya Janata Party[50].
- Walter Rodney, historien et militant politique guyanien[51].
- Francis K. Butagira (en), ambassadeur et représentant permanent, Mission de la République d'Ouganda auprès des Nations unies[52].
- Hugh Carless (en), ambassadeur du Royaume-Uni au Venezuela[53].
- Johnnie Carson (en), secrétaire d'État adjoint américain aux affaires africaines et ancien ambassadeur des États-Unis au Kenya, au Zimbabwe et en Ouganda[54].
- Hüseyin Çelik, ministre de l'Éducation et membre du Parlement de Turquie[55].
- Kraisak Choonhavan (en), sénateur de Thaïlande[56].
- Walter Rodney, homme politique de Guyana[57].
- Edward Youde, un administrateur, diplomate et sinologue britannique. Il fut Gouverneur de Hong Kong[58].
- Shridath Ramphal, ancien barrister (avocat) et homme politique guyanien, et fut notamment le second Secrétaire général du Commonwealth, de 1975 à 1989[59].
- David Hannay, diplomate britannique[60].
- Shreela Flather, femme politique anglo-indienne[61].
- Jemima Goldsmith, ambassadrice représentant le Royaume-Uni pour l'UNICEF, amie de la princesse Diana[62].
- Michael Jay, un homme politique britannique et ancien diplomate. Il siège en tant que membre Crossbencher de la Chambre des lords, et a précédemment été ambassadeur en France et sous-secrétaire permanent au ministère des Affaires étrangères et du Commonwealth[63].
- Saida Muna Tasneem, diplomate bangladaise.

#### Magistrature
- Irene Mambilima, magistrate zambienne, présidente de la Cour suprême de ce pays[64].

#### Médias/écrivains
- Abdulsalam Haykal (en), PDG de Haykal Media, Syrie, éditeur d’Aliqtisadi, et de Forward Magazines.
- Mirza Tahir Ahmad, quatrième tête des Ahmadi et fondateur de Muslim TV Ahmadiyya (plus grande télévision musulmane ahmadi).
- Martin Bright (en), journaliste, éditeur politique du New Statesman
- Khyentse Norbu, réalisateur et lama tibétain.
- W. Andrew Robinson (en), auteur et journaliste.
- Saira Shah (en), journaliste et réalisateur.
- Freya Stark, écrivain de voyages.
- Sufiah Yusof (cy), prodige des mathématiques[65].
- Minna Salami, journaliste nigérian.
- Anne-Marie Dias Borges, journaliste franco-cap-verdienne.
- Armeghan Taheri, écrivaine et éditrice allemande et afghane.
- Idza Luhumyo, écrivaine kényane

#### Universitaires
- Alanoud Alsharekh, militante koweïtienne des droits des femmes, siège au conseil consultatif du Forum diplomatique mondial.
- Akbar Ahmad, universitaire, anthropologue, sociologue, spécialiste de l’Islam.
- Vivek Bammi, auteur et expert en cultures et peuples d’Indonésie, professeur à la Jakarta International School.
- George N. Clements, linguiste, directeur de recherche au CNRS, Paris, France.
- Antony Flew (1923-2010), philosophe britannique.
- Fred Halliday, universitaire, professeur de relations internationales à la London School of Economics.
- Ed Husain, écrivain, auteur de l’Islamiste.
- Kusuma Karunaratne, universitaire Sri lankais, administrateur d’université, professeur et spécialiste de la langue et littérature singhalaise.
- Hagop Kevorkian Professeur émérite d’études iraniennes à la Columbia University, États-Unis.
- Bernard Lewis (né en 1916), historien et professeur émérite à l'université Princeton, États-Unis.
- Robert Graham Irwin, historien et écrivain sur la littérature arabe.
- Sada Mire, archéologue.
- M. Chloe Mulderig, anthropologue.
- Bethwell Allan Ogot, historien kényan.
- Robtel Neajai Pailey, universitaire et défenseure des droits humains libérienne
- James R. Russell, universitaire, Mashtots professeur d'études arméniennes à Harvard.
- Henry Saggs, assyriologue, professeur à l'université de Cardiff
- Ivan van Sertima, historien et anthropologue, professeur d’études africaines à la Rutgers University.
- Alireza Shapour Shahbazi, archéologue spécialiste de la Perse, iranologue, experte et spécialiste mondiale de l’archéologie Achéménide, de renommée internationale.
- Patrick Sookhdeo, théologien et membre supérieur du clergé anglican.
- Romila Thapar, historien, professeur émérite de l’histoire de l’Inde ancienne à la Jawaharlal Nehru University.
- Thomas Trautmann, historien.
- Konrad Tuchscherer, universitaire, professeur associé d’histoire et directeur des études africaines à la St. John's University (New York).
- Than Tun (1923-2005), historien de la Birmanie.
- Ehsan Yarshater, universitaire.
- William Montgomery Watt, historien et spécialiste de l’Islam.
- Marianne Winder (1918-2001), tibétologue et indologue.
- Rosemarie Said Zahlan, historien, écrivain sur les États du Golfe.
- Najma Chaudhury, universitaire, femme politique et féministe bangladaise.
- Alya bint Ahmed Al Thani, diplomate représentante du Qatar aux Nations unies.

#### Musique et arts
- Cheng Yu, musicien.
- Paul Robeson, musicien, écrivain et militant pour les droits civiques.
- Raman Mundair, écrivain, artiste, poète et dramaturge.
- Thurston Clarke, écrivain.
- M.K. Asante, Jr., écrivain et réalisateur.
- Jung Chang, écrivain et historien.

#### Affaires et finance
- Cecilia Ibru, PDG de- Oceanic International Bank Plc.
- Humera Akram, directeur de - Bu Investments Plc.
- Abdulsalam Haykal, PDG de Transtek Systems, Syria.
- Guy Henriques, PDG de Schroders, Londres.

#### Religion
- Maurice Couve de Murville, archevêque de Birmingham 1982-99.
- Archevêque Michael Fitzgerald, président du Conseil pontifical pour le dialogue inter-religieux 2002-2006, nonce apostolique en Égypte (depuis 2006).
- Andrew Bertie, Grand Master de l'ordre souverain militaire et hospitalier de Saint-Jean de Jérusalem, de Rhodes et de Malte, et parent de la reine Élisabeth II.